# 1965

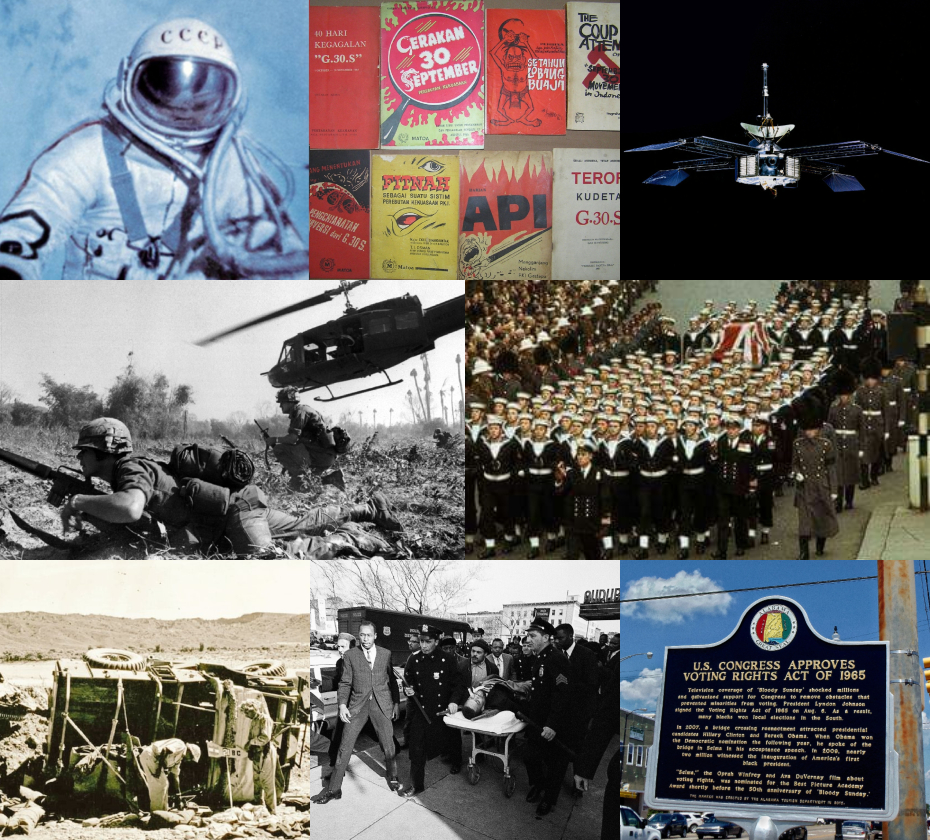
En el sentido de las agujas del reloj desde arriba a la izquierda: el cosmonauta soviético Alexei Leonov se convierte en la primera persona en realizar una caminata espacial durante Vosjod 2; Literatura del Partido Anticomunista de Indonesia durante las masacres contra comunistas en Indonesia; La nave espacial estadounidense Mariner 4 sobrevuela Marte, convirtiéndose en la primera nave espacial en devolver imágenes del planeta; el funeral de Winston Churchill fue el funeral de estado más grande para un plebeyo y primer ministro en la historia británica; El infame incidente del "Domingo Sangriento" tuvo lugar durante el Marchas de Selma a Montgomery; El activista negro musulmán de derechos civiles Malcolm X fue asesinado por miembros de Nación del Islam en Manhattan; dos soldados indios junto a un jeep destrozado durante la Segunda Guerra India-Pakistán; La Batalla del valle de Ia Drang fue la primera gran batalla entre el Ejército de los Estados Unidos y el Ejército Popular de Vietnam.

1965 (MCMLXV) fue un año común comenzado en viernes según el calendario gregoriano. También fue declarado «Año Internacional de la Cooperación» por la Organización de las Naciones Unidas.

## Acontecimientos

### Enero
- 1 de enero: en Venezuela entra en vigencia la nueva hora legal con el huso horario UTC-4. Se toma como parámetro el Meridiano de Punta Playa (longitud 60° O), reemplazando al Meridiano de Villa de Cura, usado desde 1912.
- 1 de enero: en España, la dictadura de Francisco Franco permite la lectura directa del Evangelio y las epístolas en las lenguas vernáculas.
- 1 de enero: en Estados Unidos no se utiliza más la plata en la fabricación de monedas (excepto en la moneda de medio dólar de Kennedy).
- 2 de enero: en Pakistán, Ayub Khan es elegido presidente.
- 4 de enero: en Estados Unidos, durante un discurso, el presidente Lyndon B. Johnson proclama su «Gran Sociedad».
- 6 de enero: en Colombia se crea la guerrilla procastrista ELN (Ejército de Liberación Nacional).
- 18 de enero: en el Nuevo Circo de Caracas se disputa el título de boxeo en categoría peso wélter junior entre Carlos "Morocho" Hernández y el estadounidense Eddie Perkins. Hernández ganó la pelea, convirtiéndose en el primer campeón mundial de boxeo de Venezuela.
- 14 de enero: en Irlanda, los primeros ministros de Irlanda del Norte y de la República de Irlanda se reúnen por primera vez en 43 años.
- 14 de enero: en un pozo a 215 metros bajo tierra, en el área U9bh del Sitio de pruebas atómicas de Nevada (a unos 100 km al noroeste de la ciudad de Las Vegas), a las 8:00 (hora local) Estados Unidos detona su bomba atómica Wool, de 7 kilotones. Es la bomba n.º 402 de las 1132 que Estados Unidos detonó entre 1945 y 1992.
- 20 de enero: en Estados Unidos, Lyndon B. Johnson jura como presidente para un segundo mandato.
- 24 de enero: en el Reino Unido muere Winston Churchill a los 90 años de edad por un ataque sufrido el 15 de enero.
  - en Indonesia, un terremoto de 8,2 y un tsunami dejan 71 muertos y miles de edificios destruidos.
- 26 de enero: en India, el hindi se vuelve idioma oficial.
- 28 de enero: en París, Francia, el exgeneral Maxime Weygand fallece.
- 29 de enero: en un pozo a 211 metros bajo tierra, en el área U3dw del Sitio de pruebas atómicas de Nevada (a unos 100 km al noroeste de la ciudad de Las Vegas), a las 10:22 (hora local) Estados Unidos detona su bomba atómica Tern, de 0.5 kilotones. Es la bomba n.º 403 de las 1132 que Estados Unidos detonó entre 1945 y 1992.
- 30 de enero: en Londres (Reino Unido) se realizan los funerales de Winston Churchill.
- Enero: se crea la OLP (Organización para la Liberación de Palestina).

### Febrero
- 1 de febrero: el atleta australiano Ron Clarke logra batir el récord mundial de los 5000 metros con un tiempo de 13 min y 33,6 s.
- 3 de febrero: En las islas Rata, Alaska, se registra un terremoto de 8,7 que provoca un tsunami con olas de hasta 10 metros.
- 5 de febrero: en Estados Unidos es liberado Martin Luther King, cuatro días después de su arresto en Selma (Alabama) junto con quinientos manifestantes antisegregacionistas.
- 5 de febrero: en Madrid (España), Carlos Arias Navarro es designado alcalde.
- 6 de febrero: en el Reino Unido, sir Stanley Matthews juega su último partido de primera división de fútbol a la edad récord de 50 años y 5 días.
- 6 de febrero: el primer ministro soviético, Alekséi Kosygin, es recibido en Vietnam del Norte por el presidente Hồ Chí Minh.
- 7 de febrero: en Vietnam del Norte, la aviación estadounidense comienza el bombardeo regular con napalm sobre pueblos y aldeas civiles.
- 7 de marzo: Reapertura de la Universidad en Colombia.
- 9 de febrero: a Vietnam del Sur llegan las primeras tropas estadounidenses de combate terrestre.
- 10 de febrero: se publica una edición de El Quijote ilustrada por Salvador Dalí.
- 15 de febrero: en Canadá se enarbola el nuevo diseño de la bandera (una hoja de arce), reemplazando a la Bandera de la Unión y la Insignia Roja Canadiense.
- 16 de febrero: la sonda espacial soviética Venera llega al planeta Venus.
- 16 de febrero: en París se rinde un homenaje a Luis G. Berlanga, en el cual recoge el premio concedido por la Academia de Humor Negro de Francia.
- 18 de febrero: Gambia se independiza del Reino Unido.
- 19 de febrero: en Suiza, el Consejo Federal toma medidas para la limitación y reducción escalonada del número de trabajadores extranjeros.
- 20 de febrero: en Estados Unidos, la sonda Ranger 8 se estrella contra la Luna después de completar su misión de fotografiar posibles sitios de alunizaje para los astronautas del programa Apolo.
- 21 de febrero: en el salón de baile Audubon Ballroom (en Nueva York), musulmanes negros asesinan al activista negro Malcolm X en el primer día de la Semana de la Hermandad Nacional.
- Febrero: en Río de Janeiro (Brasil) se funda la Banda de Ipanema.
- Febrero: en Brasil, el grupo Acadêmicos do Salgueiro vencen en el carnaval carioca con el enredo História do carnaval carioca (de Arlindo Rodrigues y Fernando Pamplona).
- Febrero: en Italia, la lira obtiene el premio Óscar de las monedas.

### Marzo
- 3 de marzo: en Bilbao (España) se inaugura de la I Feria de la Industria Eléctrica y Maquinaria de Elevación y Transportes.
- 7 de marzo: en Selma (Alabama) sucede el Domingo Sangriento, en que 200 policías estatales atacan a 525 manifestantes a favor de los derechos de la población de raza negra. Era la primera de una serie de marchas para reclamar derechos de la población de raza negra.
- 7 y 8 de marzo en Danang (Vietnam del Sur) desembarcan 3500 marinos siendo las primeras tropas de combate estadounidenses en el país.
- 7 de marzo: Reapertura de la Universidad en Colombia.
- 9 de marzo (martes): en Alabama se realiza la segunda marcha desde Selma hasta Montgomery bajo el liderazgo de Martin Luther King, Jr.. Se detiene en el puente que fue el sitio del Domingo Sangriento para rezar un servicio y volver a Selma, obedeciendo una orden restrictiva de la corte. Más tarde, en Selma, suprematistas blancos golpean a James J. Reeb (ministro blanco de la iglesia unitaria universalista, que apoya a King), quien fallecerá dos días después.
- 10 de marzo: en el Reino Unido, "Goldie" (un águila dorada del zoológico de Londres) es recapturada después de 13 días de libertad.
- 11 de marzo: en un hospital de Birmingham (Alabama) fallece James J. Reeb (ministro blanco de la iglesia unitaria universalista, que apoya a Martin Luther King, Jr.).
- 14 de marzo: en Francia se realizan elecciones municipales favorables a la oposición (14 a 21 de marzo).
- 17 de marzo: en Estados Unidos —en respuesta a los hechos del 7 y 9 de marzo en Selma (Alabama)—, el presidente Lyndon Johnson envía una ley al Congreso, que forma la base para la Ley de Derecho al Voto (de los negros), de 1965. El 26 de mayo pasa al Senado y por la legislatura el 10 de julio y es firmada por el presidente el 6 de agosto.
- 18 de marzo: en la Unión Soviética, el cosmonauta Alexei Leonov, sale de su nave espacial Vosjod 2 durante 12 minutos, volviéndose la primera persona que realiza una actividad espacial extravehicular.
- 20 de marzo: en Nápoles (Italia), la cantante France Gall gana el Festival de Eurovisión representando a Luxemburgo con el tema Puppée de cire, puppée de son.
- 21 de marzo: en Estados Unidos, miles de manifestantes por los derechos civiles —encabezados por Martin Luther King, Jr.— marchan desde Selma a la capital Montgomery.
- 22 de marzo: en Rumania, Nicolae Ceauşescu es nombrado primer secretario del PTR.
- 22 de marzo: México y los Estados Unidos firman un acuerdo para resolver el problema de la salinidad del río Colorado, que destruye las cosechas mexicanas.
- 23 de marzo: en Estados Unidos, la NASA lanza el Gemini 3 con los dos primeros estadounidenses en órbita terrestre (Gus Grissom y John Young).
- 23 de marzo: en España, Joaquín Merino obtiene el premio Café Gijón por su novela La isla.
- 25 de marzo: en Estados Unidos termina exitosamente la marcha por los derechos de los negros. Esa misma noche, cuatro miembros del Ku Klux Klan matan a tiros a la ama de casa Viola Liuzzo mientras ella lleva a varios manifestantes en su auto de vuelta a Selma.
- 28 de marzo: en Chile, un terremoto de 7,6 azota la zona central del país, dejando 500 fallecidos.
- Marzo: en Rumanía, Nicolae Ceauşescu, es nombrado jefe de Estado.

### Abril
- 5 de abril: en un pozo a 447 metros bajo tierra, en el área U3dd del Sitio de pruebas atómicas de Nevada (a unos 100 km al noroeste de la ciudad de Las Vegas), a las 13:00 (hora local) Estados Unidos detona su bomba atómica Kestrel, de 7 kilotones. Es la bomba n.º 412 de las 1132 que Estados Unidos detonó entre 1945 y 1992.
- 6 de abril: en Estados Unidos se lanza el satélite de comunicaciones Early Bird. Entra en operaciones el 2 de mayo y en servicio comercial en junio.
- 6 de abril: Elvis Presley lanza al mercado la canción góspel Crying in the Chapel logrando posicionarla en tres listas del Billboard y en varios charts alrededor del mundo. La canción se convirtió en un nuevo éxito de Presley vendiendo más de 1 millón decopias.
- 7 de abril: en España entra en vigor la nueva Ley de Prensa e Imprenta, que liberalizó la información y fue promovida por el ministro Manuel Fraga.
- 7 de abril: en Dakar se celebra el primer Festival Mundial del Arte Negro.
- 8 de abril: en la Unión Europea entra en vigor el Tratado sobre la Fusión de los Ejecutivos, que instituye un Consejo y una Comisión única para las tres comunidades europeas.
- 9 de abril: en Alemania Occidental, el parlamento extiende el estatuto de limitaciones acerca de los crímenes de guerra nazis.
- 9 de abril: en Houston (Estados Unidos) se inaugura el Harris County Domed Stadium (más conocido como el Astrodome).
- 11 de abril: en seis estados del medio oeste estadounidense ocurren 47 tornados, que matan a 271 personas y hieren a 1500.
- 14 de abril: en Estados Unidos, los asesinos Richard Hickock y Perry Smith (protagonistas del libro A sangre fría (de Truman Capote), encarcelados por asesinar a cuatro miembros de la familia de Herbert Clutter en Holcomb (Kansas), son ahorcados en la Penitenciaría Masculina del Estado de Kansas en Lansing (Kansas).
- 14 de abril: en un pozo a 85 metros bajo tierra, en el área U20k del Sitio de pruebas atómicas de Nevada (a unos 100 km al noroeste de la ciudad de Las Vegas), a las 5:14 (hora local) Estados Unidos detona su bomba atómica Palanquín, de 4.3 kilotones. Es la bomba n.º 413 de las 1132 que Estados Unidos detonó entre 1945 y 1992.
- 17 de abril: en Estados Unidos, los diseñadores de la empresa Ford Motor Company, con la ayuda de Carroll Shelby, crean el Ford Mustang.
- 18 de abril: Pascua católica.
- 21 de abril: en un pozo a 305 metros bajo tierra, en el área U16a.02 del Sitio de pruebas atómicas de Nevada (a unos 100 km al noroeste de la ciudad de Las Vegas), a las 14:00 (hora local) Estados Unidos detona su bomba atómica n.º 414 Gum Drop, de 20 kilotones.
- 21 de abril: en Estados Unidos se reabre la Feria Mundial de 1964 de Nueva York en Flushing Meadows (Nueva York).
- 22 de abril: en un pozo a 141 metros bajo tierra, en el área U9bg del Sitio de pruebas atómicas de Nevada (a unos 100 km al noroeste de la ciudad de Las Vegas), a las 5:39 (hora local) Estados Unidos detona su bomba atómica Chenille, de 1 kilotón. Es la bomba n.º 414 de las 1132 que Estados Unidos detonó entre 1945 y 1992.
- 23 de abril: en un pozo a 180 metros bajo tierra, en el área U3dx del Sitio de pruebas atómicas de Nevada (a unos 100 km al noroeste de la ciudad de Las Vegas), a las 13:44 (hora local) Estados Unidos detona su bomba atómica Muscovy, de 0.6 kilotones. Es la bomba n.º 416 de las 1132 que Estados Unidos detonó entre 1945 y 1992.
- 24 de abril: en un bosque cerca de Villanueva del Fresno (España) se encuentran los cuerpos de los políticos portugueses de la oposición Humberto Delgado y su secretario Arajaryr Moreira de Campos. Fueron asesinados el 12 de febrero.
- 24 de abril: en República Dominicana se inicia una guerra civil entre los constitucionalistas (dirigidos por el coronel Francisco Alberto Caamaño Deño) y los seguidores del presidente del Segundo Triunvirato, el Dr. Donald Reid Cabral (de derechas, quien estuvo apoyado por el general Elías Wessin y Wessin).
- 25 de abril: en República Dominicana, fuerzas militares leales a la dictadura militar realizan una contragolpe y toman el poder. Comienza una guerra civil.
- 26 de abril: en Brasil se inaugura la red de televisión TV Globo.
- 28 de abril: Estados Unidos invade República Dominicana, tras la guerra civil producida en dicho país. El presidente Lyndon Johnson dice que se vio obligado a invadir ese país «para evitar que los comunistas tomen el país y para proteger a los turistas estadounidenses en República Dominicana».
- 28 de abril: en Australia, el primer ministro Robert Menzies anuncia que incrementará sustancialmente el número de tropas en Vietnam del Sur, supuestamente a pedido del Gobierno de Saigón (aunque más tarde se supo que Menzies —obligado por el Gobierno de Estados Unidos— le solicitó a Saigón que le enviaran el pedido).
- 29 de abril: en el estado de Washington se registra un terremoto de 6,7 que deja 7 fallecidos.

### Mayo
- 1 de mayo: en Nueva Gales del Sur (Australia), Robert Askin reemplaza a Jack Renshaw como primer ministro.
- 2 de mayo: S.A.R Sixto Enrique de Borbón-Parma y Bourbon-Busset en el tercio Gran Capitán, 1.º de la Legión juró bandera.
- 3 de mayo: en El Salvador se registra un terremoto de 5,9 que deja graves daños en la capital del país.
- 5 de mayo: en la University of California (en Berkeley) sucede la primera quema de cartillas militares (documentos para enlistamiento en la guerra de Vietnam).
- 8 de mayo: en Francia, Gastón Defferre propone la creación de una Federación Demócrata y Socialista (FDS) con los socialistas y los demócratas cristianos.
- 12 de mayo: en Mendoza, Argentina el maestro Felipe Vallesi crea el Coro Universitario de Mendoza, galardonado en 2009 con el Gran Premio Europeo de Canto Coral en Francia.
- 13 de mayo: en Alemania Occidental, la corte de apelaciones condena la conducta del exministro de defensa Franz Joseph Strauss durante el escándalo Spiegel.
- 17 de mayo: en Bolivia, la junta militar declara el estado de sitio tras los disturbios causados por el exilio de Juan Lechín Oquendo, líder de los mineros del estaño.
- 18 de mayo: en la plaza central de Damasco (Siria) es colgado el espía israelí Eli Cohen (que —con una personalidad falsa— casi llegó a ser nombrado viceministro de defensa de ese país).
- 28 de mayo: en Francia, el Gobierno anuncia que abandona la OTASE asiática.
- 29 de mayo: en Dhambas (India) mueren 274 personas en un accidente minero.
- 31 de mayo: en Estados Unidos, el corredor Jim Clark gana las 500 Millas de Indianápolis, y ese mismo año gana por segunda vez el campeonato mundial de Fórmula 1.

### Junio
- 1 de junio: en Miami (Florida) se funda la Universidad Internacional de Florida.
- 1 de junio en Fukuoka (Japón), la explosión de una mina de carbón mata a 237 personas.
- 2 de junio: llega a Vietnam el primer contingente de tropas de combate australianas.
- 3 de junio: en Estados Unidos el astronauta Edward White realiza el primer paseo espacial estadounidense desde su nave Gémini 4, desplazándose con la ayuda de una pistola de gases.
- 7 de junio: en Bosnia y Herzegovina, 128 muertos en un accidente minero en Kakanji.
- 8 de junio: en Vietnam sucede la primera participación oficial de soldados estadounidenses en combate.
- 10 de junio: en Vietnam comienza la batalla de Dong Xoai. Cerca de 1500 combatientes vietcong montan un ataque de morteros en Dong Xoai y luego invaden los cuarteles militares estadounidenses.
- 18 de junio: en Bolivia se inaugura oficialmente el Aeropuerto Internacional El Alto.
- 19 de junio: en Argelia, el concilio revolucionario del general Houari Boumédiène derroca al presidente Ahmed Ben Bella en un golpe de Estado incruento.
- 20 de junio: en Argelia, la policía disuelve manifestaciones populares que cantan eslóganes en apoyo al presidente depuesto Ben Bella.
- 22 de junio: en Vietnam sucede el primer bombardeo de Estados Unidos sobre el norte de Hanói durante la guerra de Vietnam.
- 22 de junio: en Japón, el Gobierno firma un Tratado de Relaciones Básicas con la República de Corea.
- 24 de junio: en el barrio londinense de Soho, Freddie Mills, excampeón británico de boxeo, es encontrado muerto de un balazo en su auto.

### Julio
- 14 de julio: la nave espacial Mariner 4 pasa cerca de Marte, siendo la primera en enviar fotos (21 en total) del planeta rojo.
- 16 de julio: Charles de Gaulle y Giuseppe Saragat (presidentes de Francia e Italia respectivamente) inauguran el túnel bajo el Mont Blanc.
- 22 de julio: en el sitio de pruebas nucleares de Nevada (Estados Unidos), a las 5:21:08 hora local se detona la bomba atómica Pongee, de menos de 20 kilotones. Es la bomba n.º 425 de las 1132 que Estados Unidos detonó entre 1945 y 1992.
- 22 de julio: en Londres (Reino Unido), sir Alec Douglas-Home renuncia al Partido Conservador Británico.
- 24 de julio: en Vietnam, cuatro F-4C Phantom II que escoltaban un grupo de bombardeo en Kang Chi son blanco de misiles antiaéreos en el primer ataque contra aviones estadounidenses en la guerra. Uno es derribado y los otros tres quedan averiados.
- 24 de julio: en Miami (Estados Unidos), la tailandesa Apsara Hongsakula es elegida Miss Universo.
- 25 de julio: en el Festival Folk de Newport (Estados Unidos) Bob Dylan genera una controversia entre los puristas de la música folk por utilizar instrumentos eléctricos.
- 26 de julio: en La Farola (Cuba) se inaugura un viaducto.
- 27 de julio: en el Reino Unido, Edward Heath se vuelve líder del Partido Conservador.
- 28 de julio: en Estados Unidos, el presidente Lyndon B. Johnson anuncia su orden de aumentar el número de soldados Vietnam del Sur de 75 000 to 125 000.
- 29 de julio: en Vietnam, los primeros 4000 soldados de la 101.º División Aérea arriban a la bahía Cam Ranh.
- 30 de julio: en Estados Unidos, el presidente Lyndon B. Johnson firma la Ley de Seguridad Social de 1965, estableciendo Medicare y Medicaid.

### Agosto
- 1 de agosto: en el Reino Unido se prohíbe la publicidad de cigarrillos en televisión.
- 2 de agosto: en Chile En un fuertisimo temporal se vara el Patrullero "Leucotón" en Caleta Lliuco, en Bahia San Pedro.
- 6 de agosto: en Canadá se unifican varias localidades y se crea la villa de Laval, en Quebec.
- 6 de agosto: en Estados Unidos, el presidente Lyndon B. Johnson firma la Ley de Derechos de Votación de 1965.
- 7 de agosto: en Malasia, el primer ministro Tunku Abdul Rahman recomienda la expulsión de Singapur de la Federación Malaya, negociando su separación con Lee Kuan Yew, el primer ministro del estado de Singapur.
- 9 de agosto: Singapur es expulsada de la Federación Malaya, la cual la reconoce como nación soberana. Lee Kuan Yew anuncia la independencia de Singapur y asume la posición de primer ministro.
- 9 de agosto: en Indonesia, el presidente Sukarno tiene un ataque en público.
- 9 de agosto: en Arkansas, mueren 53 personas al explotar una base de misiles.
- 11 de agosto: en Los Ángeles (California) comienzan los motines Watts.
- 13 de agosto: en el Matrix de San Francisco (California) debuta el grupo Jefferson Airplane. Comienzan a aparecer allí regularmente.
- 15 de agosto: en Chile se funda el Movimiento de Izquierda Revolucionaria.
- 16 de agosto: guerra frontal entre Pakistán y la India por el control de la región de Cachemira. (El cese de fuego será el 22 de septiembre).
- 18 de agosto: en Vietnam comienza la Operación Starlite, con 5500 marines destruyen un cuartel Viet Cong en la península Van Tuong, en la provincia Quang Ngai, en la primera gran batalla en tierra. Los marines fueron avisados por un desertor vietcong que les contó que había un ataque planeado contra la base estadounidense en Chu Lai.
- 19 de agosto: en Fráncfort (Alemania), 66 ex SS reciben Pena de muerte en el juicio por el campo de concentración de Auschwitz. Otros 15 reciben penas menores.
- 21 de agosto: en el área de pruebas atómicas de Nevada (a unos 100 km al noroeste de la ciudad de Las Vegas), a las 5:43 a. m. (hora local) Estados Unidos detona su bomba atómica Ticking, de 0.25 kilotones (a 210 m bajo tierra). Es la bomba n.º 430 de las 1132 que Estados Unidos detonó entre 1945 y 1992.
- 23 de agosto: en el estado mexicano de Oaxaca se registra un terremoto de 7,5.
- 27 de agosto: The Beatles visitan a Elvis Presley en su mansión en Graceland.
- 27 de agosto: en el área de pruebas atómicas de Nevada (a unos 100 km al noroeste de la ciudad de Las Vegas), a las 5:51 (hora local), Estados Unidos detona a 91 m bajo tierra su bomba atómica Centaur, de 20 kilotones. Es la bomba n.º 431 de las 1132 que Estados Unidos detonó entre 1945 y 1992.
- 30 de agosto: en Estados Unidos, Casey Stengel anuncia su retiro después de 55 años en el béisbol.
- 30 de agosto: en Estados Unidos, el músico de rock Bob Dylan estrena su famoso disco Highway 61 Revisited (con la canción Like a Rolling Stone).

### Septiembre
- 1 de septiembre: en Francia, François Mitterrand es candidato a la elección presidencial.
- 1 de septiembre: en el área de pruebas atómicas de Nevada (a unos 100 km al noroeste de la ciudad de Las Vegas), a las 12:08 (hora local), Estados Unidos detona simultáneamente a 1184 y 1194 m bajo tierra sus bombas atómicas Moa y Screamer, de 2.5 y 9 kilotones respectivamente. Son las bombas n.º 432 y 433 de las 1132 que Estados Unidos detonó entre 1945 y 1992.
- 2 de septiembre: en India, tropas pakistaníes invaden el sector indio de Cachemira.
- 3 de septiembre: en República Dominicana termina la guerra civil iniciada el 24 de abril, tras la firma del Acta de Reconciliación Nacional auspiciado por la diplomacia internacional, donde la OEA jugó un papel preponderante.
- 6 de septiembre: en India, tropas marchan sobre Lahore.
- 7 de septiembre: China anuncia que reforzará sus tropas en la frontera con India.
- 7 de septiembre: en Vietnam, como continuación de la Operación Starlite (de agosto), los fuerzas estadounidenses y fuerzas de Vietnam del Sur inician la Operación Piranha en la península Batangan, 37 km al sur de la base de los marines en Chu Lai.
- 8 de septiembre: en India, las fuerzas indias abren dos frentes adicionales contra Pakistán.
- 9 de septiembre: en la ONU, el secretario general U Thant negocia con el presidente pakistaní Ayub Khan.
- 9 de septiembre: en la ONU, U Thant recomienda a China como miembro de la ONU.
- 9 de septiembre: en Brasil se crea la ley n.º 4769, que crea la profesión de administrador. Desde este día en este país se celebra el Día Nacional do Administrador.
- 9 de septiembre: en Estados Unidos, Sandy Koufax lanza un juego perfecto contra los Chicago Cubs. El picheador contrario, Bob Hendley, permite una sola carrera, que fue sucia.
- 10 de septiembre: en Francia, F. Mitterrand funda la FGDS (Fédération de la Gauche Démocrate et Socialiste: Federación de la Izquierda Demócrata y Socialista).
- 13 de septiembre: en Casablanca (Marruecos) comienza el Congreso de Países Árabes. Habib Bourguiba boicotea el encuentro.
- 14 de septiembre: en la Ciudad del Vaticano se abre el cuarto y último período del Concilio Vaticano II.
- 16 de septiembre: en China, el Gobierno protesta contra las provocaciones indias en su región fronteriza.
- 16 de septiembre: en Irak, el primer ministro Arif Abd ar-Razzaq intenta sin éxito un golpe de Estado.
- 17 de septiembre: en Grecia, el rey Constantino II de Grecia forma un nuevo Gobierno con el primer ministro Stéfanos Stefanópulos como un intento para finalizar la crisis política, que lleva dos años.
- 18 de septiembre: en China, el Gobierno denuncia que las tropas estadounidenses están utilizando el venenoso gas mostaza en Vietnam del Sur.
- 18 de septiembre: en Dinamarca, Palle Sørensen mata a cuatro policías a tiros. Es aprehendido ese mismo día.
- 18 de septiembre: en Japón, astrónomos descubren el cometa Ikeya Seki.
- 19 de septiembre: en la Unión Soviética, el primer ministro soviético Alexei Kosiguin invita a los líderes de India y Pakistán a encontrarse en la Unión Soviética para negociar.
- 21 de septiembre: en Vietnam, el comandante de las fuerzas estadounidenses, general William Westmoreland, pide a Washington que cancele la prohibición del uso del gas mostaza.
- 22 de septiembre: Radio Pekín anuncia que las tropas indias comienzan a desmantelar sus equipos del lado chino de la frontera.
- 23 de septiembre: asalto al cuartel Madera, en Ciudad Madera, México por un grupo de insurgentes del Grupo Popular Guerrillero (GPG).
- 24 de septiembre: en India y Pakistán recomienzan los combates.
- 24 de septiembre: en Adén, el gobernador británico cancela la constitución y toma control directo del protectorado debido a la mala situación de seguridad.
- 26 de septiembre: en Francia, se realizan elecciones senatoriales, confirmación de la reducción de la derecha.
- 27 de septiembre: en Yokohama (Japón) se estrena el buque-tanque más grande del mundo, el Tokyo Maru.
- 28 de septiembre: en Cuba, Fidel Castro anuncia que cualquier cubano puede emigrar a Estados Unidos.
- 28 de septiembre: en Luzón (Filipinas), la erupción del volcán Taal mata a cientos de personas.
- 30 de septiembre: en Indonesia, supuesto golpe de Estado comunista. El ejército indonesio, bajo las órdenes del Suharto, toma el poder y comienza una masacre de civiles.

### Octubre
- 1 de octubre: en Indonesia, el ejército controla toda la nación. Se sospecha que los comunistas fueron solo una excusa.
- 3 de octubre: en Cuba, Fidel Castro anuncia que el Che Guevara ha renunciado a sus cargos y ha abandonado Cuba.
- 3 de octubre: en Estados Unidos, el presidente Lyndon B. Johnson firma una ley de inmigración que abole las cuotas dependientes del país de origen.
- 4 de octubre: en el Reino Unido, Ian Smith (primer ministro de Rodesia) y Arthur Bottomley (de la Comunidad Británica de Naciones comienzan negociaciones en Londres. Terminarán el 8 de octubre sin resultados.
- 4 de octubre: en Estados Unidos, el papa Pablo VI visita el país. Celebra una misa en el estadio Yankee y realiza un discurso ante la ONU.
- 4 de octubre: en Estados Unidos se abre la Universidad de California en Irvine.
- 5 de octubre: en la ONU, Pakistán corta sus relaciones diplomáticas con Malasia debido a sus desacuerdos en las reuniones de las Naciones Unidas.
- 6 de octubre: en el Reino Unido, la policía arresta a Ian Brady y Myra Hindley, los asesinos de cinco niños en Moors.
- 8 de octubre: en Indonesia el ejército comienza a arrestar y ejecutar a todo sospechoso de comunismo.
- 8 de octubre: en Alemania del Este, el comité olímpico acepta a este país comunista.
- 8 de octubre: en Londres (Reino Unido) se abre la Post Office Tower (Torre de Oficinas del Correo).
- 9 de octubre: en Estados Unidos, la Universidad de Yale presenta el mapa de Vinlandia).
- 9 de octubre: en Vietnam del Sur arriban brigadas sudcoreanas proestadounidenses.
- 9 o 10 de octubre: en el Sitio de pruebas atómicas de Nevada, Estados Unidos detona su bomba atómica n.º 389: Charcoal, de menos de 200 kilotones.
- 10 de octubre: en Cuba, el primer grupo de refugiados viaja a Estados Unidos.
- 12 de octubre: en Noruega, Per Borten forma su Gobierno.
- 12 de octubre: en la ONU, el Consejo General recomienda al Reino Unido que trate de detener la rebelión en Rodesia.
- 13 de octubre: en Congo, el presidente Joseph Kasavubu expulsa al primer ministro Moise Tshombe y forma un Gobierno provisional con Evariste Kimba.
- 14 de octubre: en Indonesia se realiza una represión masiva (de 500 000 a 1 000 000 de muertos) contra el Partido Comunista de Indonesia.
- 15 de octubre: en Estados Unidos, una manifestación de estudiantes (de la Comisión Coordinadora Nacional para Terminar la Guerra en Vietnam) quema por primera vez una tarjeta de conscripción.
- 16 de octubre: en Indonesia comienza la dictadura de Suharto (hasta 1998).
- 17 de octubre: en Flushing Meadows (estado de Nueva York) se cierra la Feria Mundial. Debido a las pérdidas financieras, no se materializan algunas mejoras al parque.
- 18 de octubre: en Indonesia, la dictadura militar declara ilegal el partido comunista.
- 19 de octubre: En España, inundaciones dejan daños en Chiclana, Cádiz desbordándose el Río Iro inundando numerosas calles dejando daños en casas.
- 20 de octubre: en Alemania Occidental, Ludwig Erhard es elegido canciller.
- 21 de octubre: el cometa Ikeya-Seki llega a su perihelio, pasando a 450 000 kilómetros del Sol.
- 21 de octubre: en Acra comienzan los encuentros de la Organización para la Unidad Africana.
- 22 de octubre: en África, varios países demandan que Reino Unido utilice la fuerza para evitar que Rodesia declare unilateralmente la independencia.
- 22 de octubre: en Francia, la policía encarcela a los escritores André Figueras y Jacques Laurent por criticar al dictador Charles de Gaulle.
- 24 de octubre: en el Reino Unido, el primer ministro Harold Wilson y Arthur Bottomley viajan a Rodesia para realizar negociaciones.
- 25 de octubre: en la Unión Soviética, el Gobierno declara su apoyo por los países africanos en caso de que Rhodesia declare unilateralmente la independencia.
- 26 de octubre: en República Dominicana se realizan manifestaciones populares contra la dictadura.
- 26 de octubre: en Indianápolis (Indiana), la policía halla el cadáver de Sylvia Likens.
- 26 de octubre: en el Reino Unido, el grupo de rock The Beatles reciben la orden “Miembro del Imperio Británico” de la reina Isabel II.
- 26 de octubre: en Francia, Jean Lecanuet es candidato a las elecciones presidenciales.
- 27 de octubre: en Brasil, mediante el artículo 18 del Acto Institucional N.º 2, el dictador Castelo Branco elimina el parlamento, las cortes judiciales y los partidos de oposición.
- 28 de octubre: en la Ciudad del Vaticano, el papa Pablo VI anuncia que un estudio del Concilio ecuménico ha descubierto que el pueblo judío no fue colectivamente responsable de la muerte de Dios.
- 28 de octubre: en Francia, el ministro del Exterior Couve de Murville viaja a Moscú.
- 28 de octubre: en Estados Unidos se inaugura un arco parabólico de acero de 192 m de altura en San Luis (Misuri).
- 29 de octubre: en París (Francia) secuestran a Mehdi Ben Barka, líder de los opositores al rey Hassan II, Rey de Marruecos.
- 30 de octubre: a pocos kilómetros de Đà Nẵng (Vietnam), los marines repelen un intenso ataque de fuerzas vietnamitas, matando a 56 guerrilleros. Entre los muertos, se encuentra un diagrama de las posiciones militares en el cadáver de un niño vietnamita de 13 años, que el día anterior les había vendido bebidas a los marines.
- 31 de octubre: en Indonesia, el ejército anuncia que está trabando combates con los guerrilleros comunistas en la isla de Java.

### Noviembre
- 2 de noviembre: en Estados Unidos, el joven cuáquero de 32 años Norman Morrison se prende fuego ante el Pentágono, en protesta por la guerra de Vietnam (Una semana después se suicidará otro joven en Nueva York. Ver “9 de noviembre”).
- 2 de noviembre: en Estados Unidos, el republicano John V. Lindsay es elegido alcalde de Nueva York.
- 4 de noviembre: Charles de Gaulle se postula para las elecciones presidenciales.
- 5 de noviembre: en Rodesia se establece la ley marcial. La Asamblea General de la ONU acepta (por 82 contra 9) el intento británico de usar la fuerza si fuera necesario.
- 6 de noviembre: en Cuba comienza el programa Freedom Flights Los Vuelos de la Libertad hacia Estados Unidos (en los próximos seis años emigraron 250 000 cubanos).
- 6 de noviembre: en la zona patagónica de Laguna del Desierto, región fronteriza entre Chile y Argentina, efectivos de la Gendarmería Nacional Argentina abaten a tiros al teniente chileno de Carabineros Hernán Merino.
- 8 de noviembre: en India se crea el Territorio Británico del Océano Índico, consistente en las islas del Archipiélago Chagos, Aldabra, el grupo Farquhar y Des Roches (El 23 de junio de 1976 Aldabra, Farquhar y Des Roches fueron devueltas a las islas Seychelles).
- 9 de noviembre: en Nueva York, el joven de 22 años Roger Allen LaPorte, miembro del Movimiento de Trabajadores Católicos, se prende fuego ante el edificio de las Naciones Unidas en protesta por la guerra de Vietnam (Este es el segundo bonzo de esta semana).
- 9 de noviembre: varios estados de Estados Unidos (Vermont, Nuevo Hampshire, Massachusetts, Connecticut, Rhode IslandRI, Nueva York y porciones de Nueva Jersey) y partes de Canadá sufren el Apagón del Noreste, que durará 13,5 horas.
- 11 de noviembre: en Rodesia (actualmente Zimbabue), el régimen de la minoría blanca de Ian Smith declara unilateralmente la independencia.
- 12 de noviembre: el Consejo de Seguridad de la ONU emite una resolución (votada 10 a 0) que recomienda que ningún país reconozca la independencia de Rhodesia.
- 13 de noviembre: a 96 km de Nasáu (islas Bahamas), se incendia y se hunde el barco SS Yarmouth Castle. Mueren 90 personas.
- 14 de noviembre: en Vietnam comienza la batalla del valle de Ia Drang (en las planicies centrales Tay Nguyen, entre fuerzas regulares estadounidenses y fuerzas vietnamitas.
- 15 de noviembre: en Estados Unidos, el piloto de carreras Craig Breedlove impone un nuevo récord de velocidad sobre tierra de 966,367 km/h (268 m/s).
- 16 de noviembre: desde Baikonur (Kazajistán), la Unión Soviética lanza la sonda espacial Venera 3 hacia el planeta Venus (El 1 de marzo de 1966 será la primera nave que alcance la superficie de otro planeta).
- 20 de noviembre: el Consejo de Seguridad de la ONU recomienda que todos los estados dejen de comerciar con Rodesia.
- 23 de noviembre: en la Unión Soviética, el general soviético Mijail Kazakov es nombrado comandante del Pacto de Varsovia.
- 24 de noviembre: en República Democrática del Congo (ex Congo Belga) el teniente general Joseph Mobutu derroca al presidente Joseph Kasa Vubu.
- 26 de noviembre: desde las instalaciones de Hammaguira, en el desierto del Sáhara, Francia lanza un cohete Diamant-A con el satélite Astérix-1 (o A-1) a bordo, convirtiéndose en el tercer país, después de las dos superpotencias (Estados Unidos y la Unión Soviética), en poner un satélite en órbita.
- 27 de noviembre: en Estados Unidos, el Pentágono le explica al presidente Lyndon B. Johnson que para tener éxito en las operaciones de barrido necesarias para neutralizar a las fuerzas del Viet Cong durante el próximo año, el número de soldados estadounidenses debe aumentar de 120 000 a 400 000.
- 28 de noviembre: en Filipinas, el presidente electo Ferdinand Marcos anuncia que enviará soldados a pelear a Vietnam del Sur, en respuesta al pedido del presidente de Estados Unidos.
- 29 de noviembre: Canadá lanza su satélite Alouette 2.
- Noviembre: en China, el líder Mao Tse Tung y Lin Piao acusan a los altos funcionarios del Partido Comunista Chino. Nace la idea de la Revolución Cultural.

### Diciembre
- 1 de diciembre: en un túnel a 682 metros bajo tierra, en el área U10k del Sitio de pruebas atómicas de Nevada (a unos 100 km al noroeste de la ciudad de Las Vegas), a las 7:13 (hora local) Estados Unidos detona su bomba atómica Concentration, de 120 kilotones. Es la bomba n.º 922 de las 1132 que Estados Unidos detonó entre
- 1 de diciembre: en India se establece la Fuerza de Seguridad Fronteriza.
- 3 de diciembre: en un pozo a 682 metros bajo tierra, en el área 1945 y 1992.
- 3 de diciembre:En Segovia,España nace el guitarrista de la banda Héroes del Silencio,Juan Valdivia
- 3 de diciembre:En U10k del Sitio de pruebas atómicas de Nevada (a unos 100 km al noroeste de la ciudad de Las Vegas), a las 7:13 (hora local) Estados Unidos detona su bomba atómica Corduroy, de 120 kilotones. Es la bomba n.º 440 de las 1132 que Estados Unidos detonó entre 1945 y 1992.
- 3 de diciembre: llega a Lusaka (Zambia) el primer vuelo de ayuda británica. El Gobierno había pedido ayuda contra el Gobierno de Rodesia (actual Zimbabue).
- 3 de diciembre: en Rodesia, los miembros de la Organización para la Unidad Africana deciden cortar relaciones diplomáticas con el Gobierno de Reino Unido, a menos que este aplaste la rebelión blanca en Rhodesia para mediados de diciembre.
- 8 de diciembre: en Rodesia, el primer ministro advierte que resistirán con la fuerza el embargo comercial de sus vecinos.
- 8 de diciembre: en la Ciudad del Vaticano, el papa Pablo VI cierra el Concilio Vaticano Segundo.
- 9 de diciembre: en las ciudades de Lima y Arequipa (Perú) se liquida el servicio de tranvías eléctricos según ley del congreso.
- 9 de diciembre: A Charlie Brown Christmas, el primer especial de televisión de Peanuts, debuta en CBS en Estados Unidos. Se convierte en una tradición navideña.
- 12 de diciembre: en Estados Unidos, Roy Hofheinz echa al mánager de béisbol Lum Harris (que poseía un récord de 65-97). Grady Hatton lidera ahora a los Houston Astros de Houston (Texas).
- 12 de diciembre: El cantante, actor y empresario Frank Sinatra cumple 50 años de edad.
- 15 de diciembre: Tanzania y Guinea cortan relaciones diplomáticas con el Reino Unido.
- 15 de diciembre: en Estados Unidos, las naves espaciales Gemini 6 y Gemini 7 realizan el primer encuentro controlado humano en órbita terrestre.
- 16 de diciembre: en las Naciones Unidas (Nueva York) se vota la Resolución 2072 (XX), en la que se insta al Gobierno de España como potencia administradora, a descolonizar los territorios de Ifni y Sahara español.
- 16 de diciembre: en un pozo a 260 metros bajo tierra, en el área U2al del Sitio de pruebas atómicas de Nevada (a unos 100 km al noroeste de la ciudad de Las Vegas), a las 7:39 (hora local) Estados Unidos detona su bomba atómica Emerson, de 3 kilotones. Cuatro horas después (a las 11:15), a 500 m de profundidad, detona la bomba Buff, de 51 kilotones. Media hora después, en tres pozos separados, a 180, 150 y 0 metros de profundidad, en el área U3, a las 12:00 (hora local), Estados Unidos detona simultáneamente sus bombas atómicas Parrot, Cassowary-1 y Hoopoe-2 (de 1.3, menos de 20 y menos de 20 kilotones respectivamente). 10 minutos después, a 152 m de profundidad detona la bomba Mudpack, de 2,7 kilotones. Son las bombas n.º 398 a 401, y 441 y 442 de las 1132 que Estados Unidos detonó entre 1945 y 1992.
- 17 de diciembre: en el Reino Unido, el Gobierno comienza un embargo de petróleo contra el gobierno racista de Rodesia. Estados Unidos se une.
- 18 de diciembre: en un pozo a 27 metros bajo tierra, en el área U18d del Sitio de pruebas atómicas de Nevada (a unos 100 km al noroeste de la ciudad de Las Vegas), a las 11:35 (hora local) Estados Unidos detona su bomba atómica n.º 402, Sulky, de 0,92 kilotones.
- 18 de diciembre: en la estación de Villar de los Álamos (España) se produce el choque frontal de dos trenes, dejando más de 30 muertos y más de 60 heridos.
- 19 de diciembre: en Francia, Charles de Gaulle es reelegido presidente en la segunda vuelta (5 a 19 de diciembre), venciendo a Mitterrand por 10 828 421 votos (55 %).
- 21 de diciembre: en la Unión Soviética, el gobierno anuncia que ha enviado cohetes a Vietnam del Norte.
- 21 de diciembre: en la Unión Soviética, científicos soviéticos condenan al unísono a Trofim Lysenko.
- 21 de diciembre: en Alemania, Konrad Adenauer renuncia al puesto de líder del Partido Demócrata Cristiano.
- 22 de diciembre: en Dahomey (actual Benín) se realiza un golpe militar.
- 22 de diciembre: en el Reino Unido se impone el límite de velocidad de 70 mph (113 km/h) en las carreteras británicas.
- 22 de diciembre: en Vietnam, el comandante de las tropas estadounidenses, el general William Westmoreland, anuncia un alto el fuego por Navidad.
- 27 de diciembre: en el Reino Unido, la plataforma de petróleo Sea Gem se hunde en el Mar del Norte.
- 28 de diciembre: en Italia renuncia el ministro del exterior Mintore Fanfani.
- 30 de diciembre: en Zambia, el presidente Kenneth Kaunda anuncia que Zambia y Reino Unido han acordado una fecha límite antes de la cual debe renunciar el gobierno de blancos en Rodesia.
- 30 de diciembre: en Filipinas, Ferdinand Marcos es nombrado presidente.
- Diciembre: en Italia, las empresas Edison y Montecatini se fusionan formando la Montedison, que controla el 80 % de la petroquímica de la nación.
- Diciembre: como consecuencia directa del Concilio Vaticano Segundo, las misas católicas comienzan a celebrarse en las lenguas vernáculas, en reemplazo del latín.
- Diciembre: en Francia se abren 30 millones de libretas A, con un sueldo inferior a los 1000 francos. Los depositantes que alcanzan el máximo de depósitos (15 000 francos) tienen la posibilidad de abrir la nueva libreta B, que tiene la misma tasa que la libreta A pero sin exención de impuestos. Los bancos pueden distribuir la libreta B.
- Diciembre: en Francia, para paliar la insuficiencia de hoteles, sobre todo en las regiones, los poderes públicos solicitan un crédito hotelero para favorecer la creación de cadenas de hoteles (tomando como modelo las cadenas estadounidenses como Holiday Inn). En 1967 se crea la cadena Novotel y en 1968 la cadena Frantel.

### Fechas desconocidas
- En Japón, Tokio se vuelve la ciudad más grande del mundo, relegando a Nueva York al segundo lugar.
- En Reino Unido se funda el Consejo de los Premios Académicos Nacionales.
- En las salinas Bonneville Salt Flats (Utah, Estados Unidos) se rompe el récord de velocidad en tierra (966 km/h).
- En la Luna, la sonda soviética Luna 5 se estrella en la región del Mar de las Nubes.
- En Estados Unidos, Arno Allan Penzias y Robert Woodrow Wilson, ingenieros de los Laboratorios Bell, descubren los rayos cósmicos térmicos.
- En Italia, el boxeador Sandro Lopópolo se vuelve campeón nacional en la categoría Superlivianos.
- En Estados Unidos se crea la banda de rock The Doors.
- En Inglaterra se crea la banda de rock psicodélico Pink Floyd.
- En México nace Edelio López Falcón, narcotraficante miembro del Cártel del Golfo, antes de ser asesinado en 2003.
- En Estados Unidos, el cable TAT-4 entra en operaciones.
- En los Países Bajos Desteldonk se vuelve parte de Ghent (Flandes Oriental, Flandes y Bélgica).
- En Estados Unidos se funda la ciudad de California City (California).
- En la Ciudad del Vaticano se levantan las excomuniones mutuas de 1054 entre la Santa Sede y la Iglesia ortodoxa (con sede en Constantinopla).
- En Cuba se crean los campos de trabajos forzados (UMAP).
- En Brasil se estrena la primera película de los Trapalhões: Na Onda Do Iê-Iê-Iê.

## Nacimientos

### Enero
- 1 de enero: 
  - Laura Ingraham, escritora y presentadora de televisión estadounidense.
  - Silvia Gambino, actriz y comediante española (f. 2022).
- 3 de enero: Luis Sojo, jugador y entrenador venezolano de béisbol.
- 4 de enero: 
  - Julia Ormond, actriz británica.
  - Beth Gibbons, cantante británica, de la banda de trip hop Portishead.
  - Venancio Rius, oncertista de clarinete y profesor español.
- 5 de enero: 
  - Vinnie Jones, futbolista y actor británico.
  - Guy Forget, tenista francés.
  - Jill Stuart, diseñadora de moda estadounidense.
  - Rei Sakuma, seiyū japonesa.
  - Federico Sánchez, arquitecto, académico y conductor televisivo y radial chileno.
- 6 de enero: Bjorn Lonborg, escritor, profesor y ambientalista danés (El ecologista escéptico).
- 9 de enero: 
  - Muggsy Bogues, jugador de baloncesto estadounidense.
  - Haddaway, cantante y músico de Trinidad y Tobago.
  - Joely Richardson, actriz británica.
  - Verónica Varano, modelo, conductora de televisión y actriz argentina.
- 11 de enero: Teal Marchande, actriz estadounidense.

- 12 de enero: 

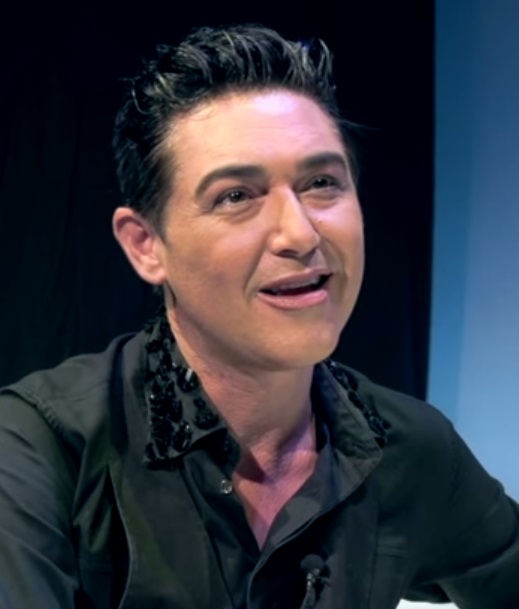
Ángel Garó

  - Ángel Garó, actor y humorista español.
  - Santiago Sánchez, director, intérprete y gestor teatral español.
- 14 de enero: 
  - Shamil Basáyev, jefe militar de la guerrilla chechena (f. 2006).
  - Toni Cantó: político y actor español.
  - Slick Rick, rapero angloestadounidense.
- 15 de enero: 
  - Adam Jones, guitarrista estadounidense, de la banda Tool.
  - Maurizio Fondriest, ciclista italiano.
  - James Nesbitt, actor británico.

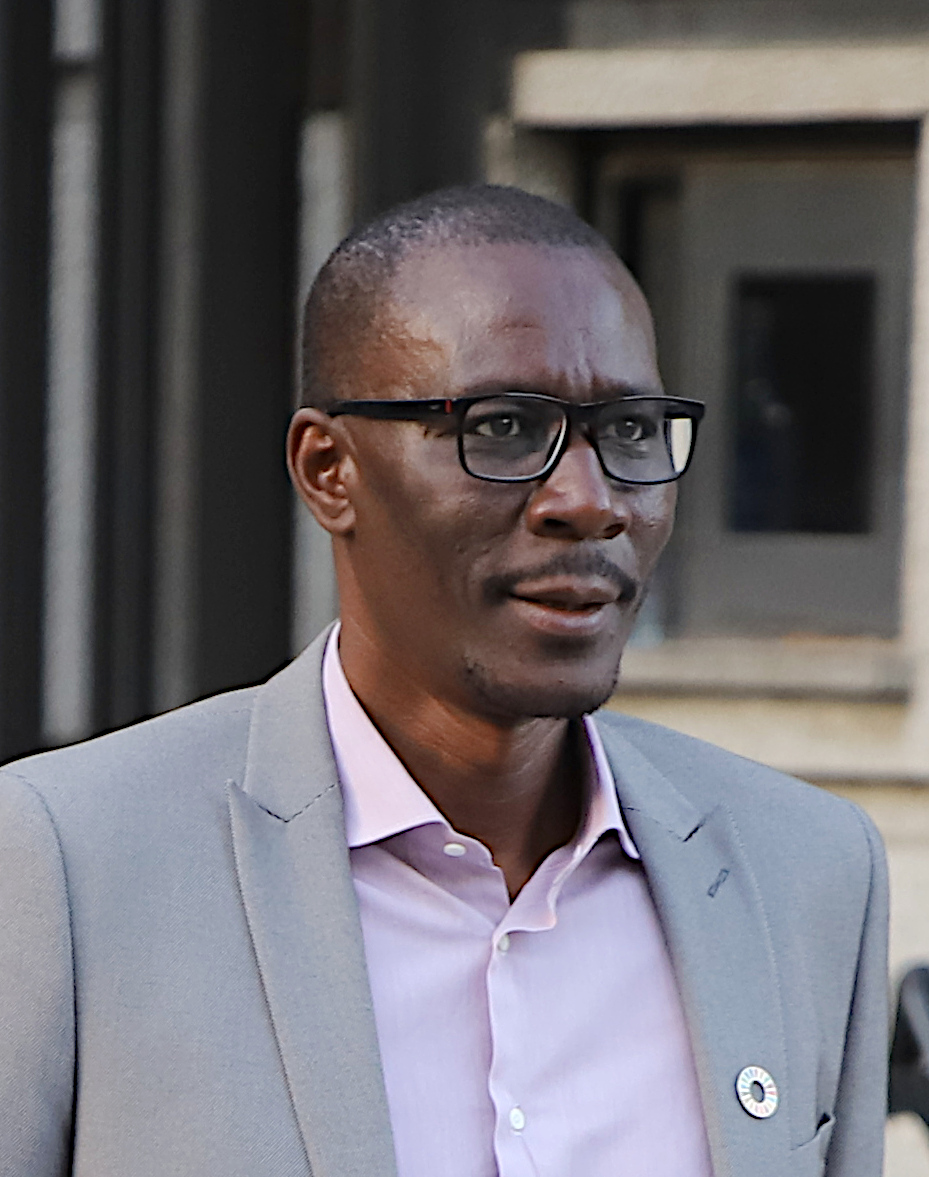
Luc André Diouf

- 18 de enero: Luc André Diouf, político y sindicalista español de origen senegalés.

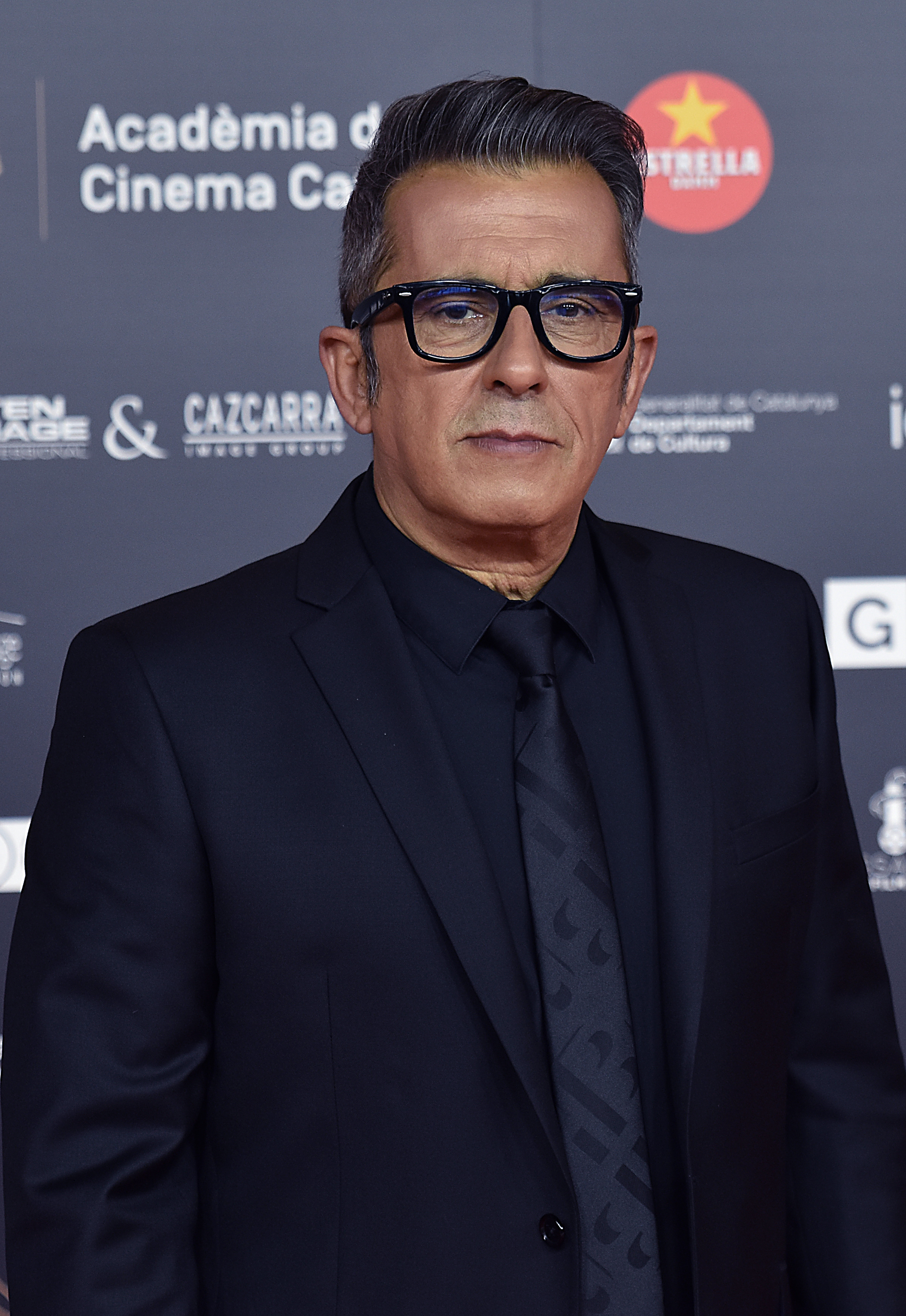
Andreu Buenafuente

- 19 de enero: Masaki Aizawa, seiyū japonés.
- 20 de enero: 
  - Greg Kriesel, músico estadounidense, de la banda The Offspring.
  - Sofía de Wessex, miembro de la Familia Real Británica.
- 21 de enero: Jam Master Jay (Jason Mizell), DJ de hip hop estadounidense.
- 22 de enero: 
  - Steven Adler, músico estadounidense, de la banda Guns N’ Roses.
  - Diane Lane, actriz estadounidense.
  - DJ Jazzy Jeff, rapero y actor estadounidense.
- 24 de enero: 
  - Carlos Saldanha, director de cine brasileño.
  - Andreu Buenafuente, humorista español.Beatriz Vignoli

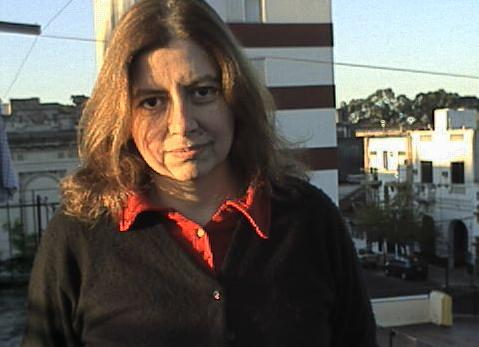
Beatriz Vignoli

- 26 de enero: Kevin McCarthy, 55.º presidente de la Cámara de Representantes de los Estados Unidos.[1]
- 27 de enero: Alan Cumming, actor escocés.
- 28 de enero: Marcello Antony, actor brasileño.
- 29 de enero: Beatriz Vignoli, escritora y poeta argentina.
- 31 de enero: Aucán Huilcamán, activista mapuche de Chile.

### Febrero
- 1 de febrero: 
  - Sherilyn Fenn, actriz estadounidense.
  - Brandon Lee, actor estadounidense (f. 1993).
  - princesa Estefanía de Mónaco, hija de Rainiero III y la actriz Grace Kelly.
- 3 de febrero: 
  - Julián Benjamín, músico y cantautor argentino de ascendencia alemana.
  - Maura Tierney, actriz estadounidense.
- 5 de febrero: 
  - Gheorghe Hagi, entrenador y exfutbolista rumano.
  - Quique Sánchez Flores, exfutbolista y entrenador español.
  - Mayumi Shō, seiyū japonesa.
- 6 de febrero: Soledad Mallol, actriz española.

- 7 de febrero: 

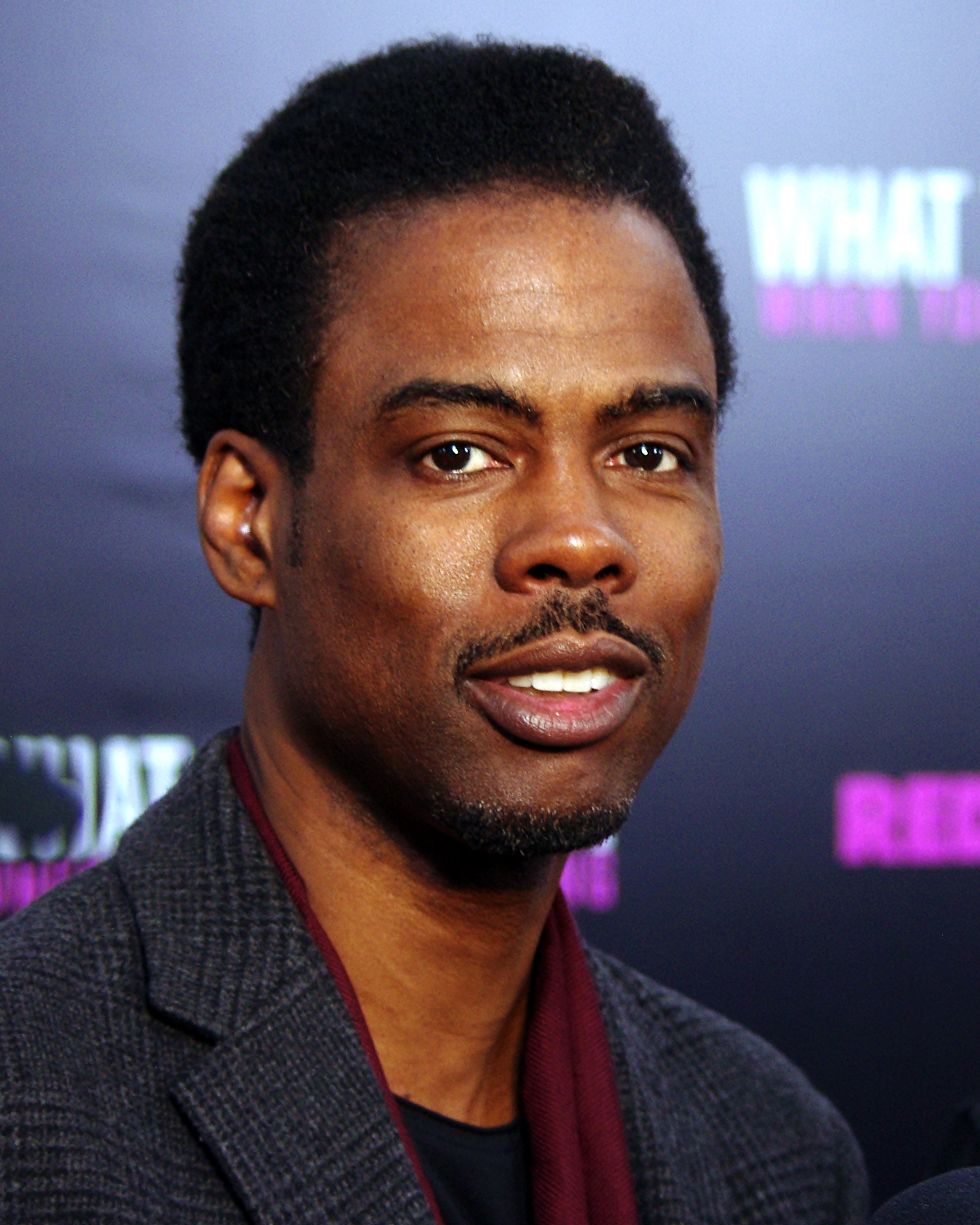
Chris Rock

  - Chris Rock, actor y comediante estadounidense.
  - David De Miguel, tenista español.
  - Ignacio Ambriz, futbolista y entrenador mexicano.
- 9 de febrero: 
  - Dieter Baumann, maratonista alemán.
  - Christian Schenk, atleta alemán.
- 10 de febrero: Dana Winner, cantante belga flamenca.
- 12 de febrero: Christine Elise, actriz estadounidense.
- 15 de febrero: Gustavo Quinteros, exfutbolista y entrenador argentino de nacionalidad boliviana.
- 16 de febrero: 
  - Dave Lombardo, baterista estadounidense, de la banda thrash metal Slayer.
  - Jesús Adrián Romero, cantante mexicano de música cristiana.
- 17 de febrero: Michael Bay, director y productor estadounidense.

- 18 de febrero: 

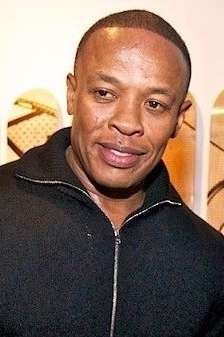
Dr. Dre

  - Rainer Schmidt, jugador alemán de tenis de mesa.
  - Dr. Dre, rapero y productor de música estadounidense.
- 19 de febrero: Jaime Bayly, novelista y presentador de televisión peruano.
- 21 de febrero: Oscar Azócar, beisbolista venezolano (f. 2010).
- 22 de febrero: Scott Lowell, actor estadounidense.
- 23 de febrero: 

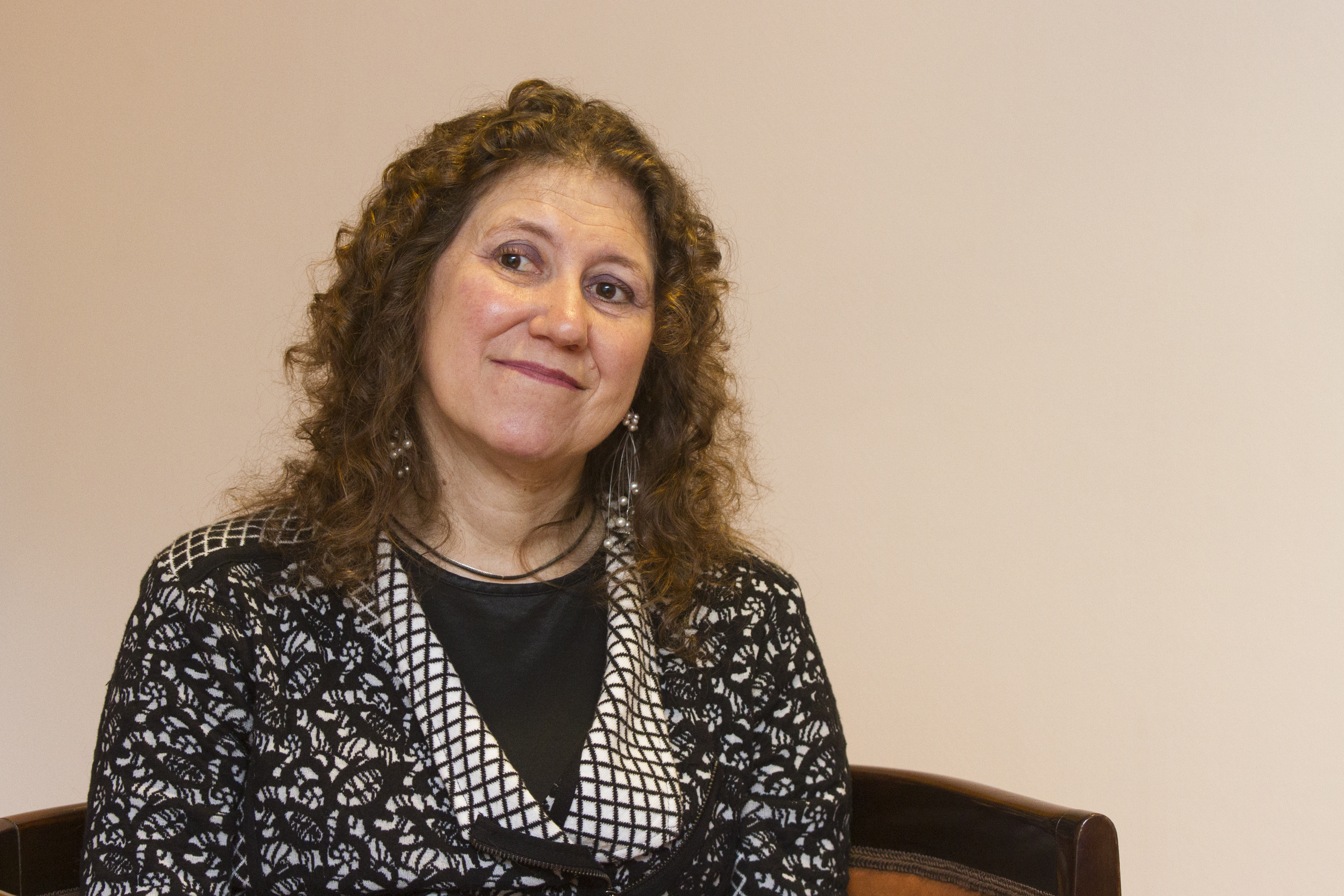
Gabriela González

  - Kristin Davis, actriz estadounidense.
  - Michael Dell, fabricante estadounidense de computadoras.
  - Mikel Erentxun, músico español.
  - Helena Suková, tenista checoslovaca.

- 24 de febrero: 
  - Kristin Davis, actriz estadounidense.
  - Alessandro Gassmann, actor y director italiano.
  - Gabriela González, física, investigadora y profesora argentina.
- 25 de febrero: Josele Santiago, músico español.
- 28 de febrero: Julie Dorf, una activista por los derechos humanos y LGTBI estadounidense.

### Marzo
- 1 de marzo: Booker T, luchador profesional estadounidense.
- 3 de marzo: 
  - Dragan Stojković, futbolista serbio.
  - Oscar Alberto Dertycia, futbolista argentino.
- 4 de marzo: 
  - Pepa Fernández, periodista española, directora y presentadora en Radio Nacional de España.
  - Khaled Hosseini, escritor en lengua inglesa y médico afgano-estadounidense.

- 6 de marzo: 

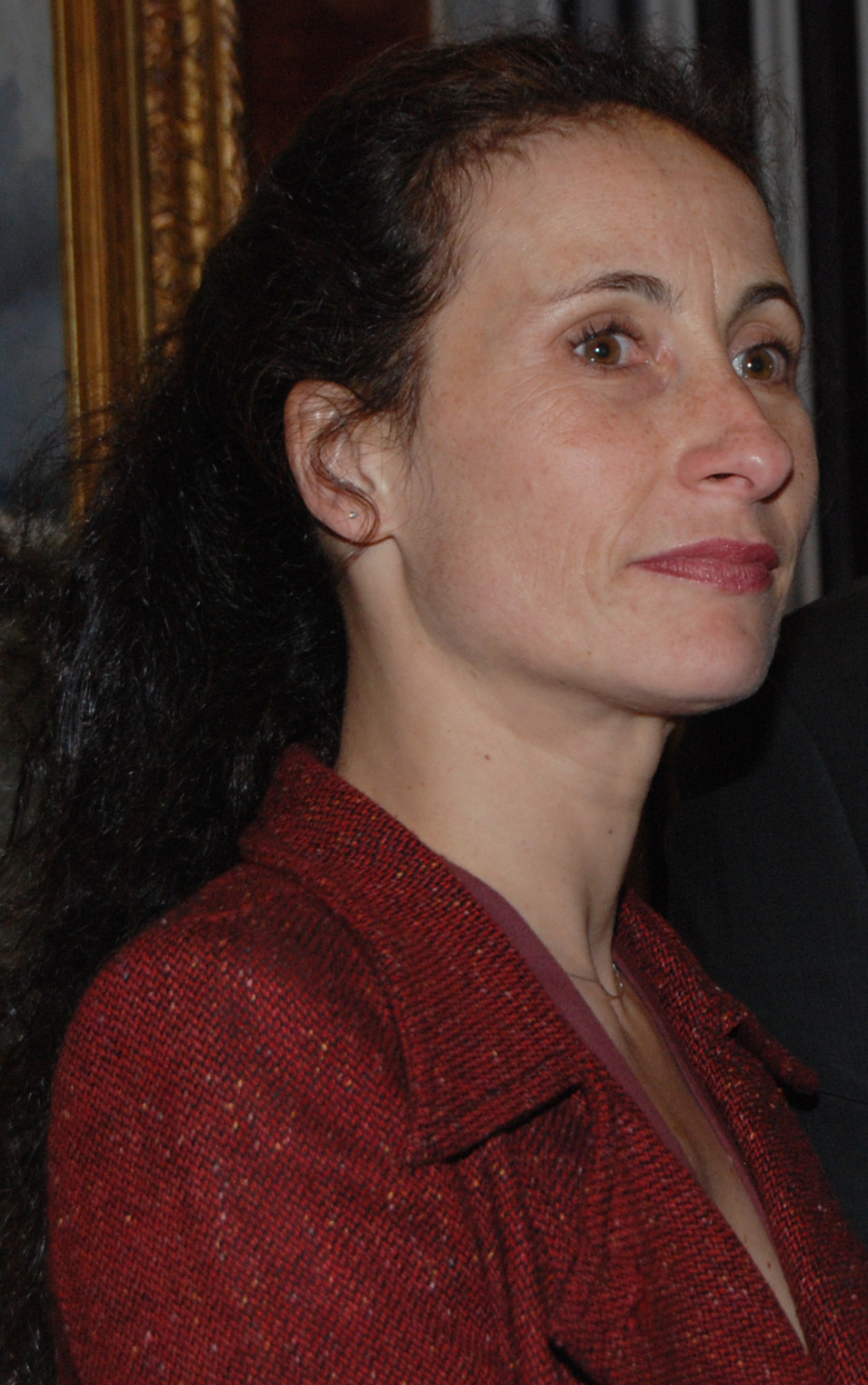
Amparo Noguera

  - Amparo Noguera, actriz chilena de teatro, cine y televisión.
  - Helena Pachón Luengo, gestora cultural , bailaora y profesora de Baile Flamenco.
- 8 de marzo: 
  - Kenny Smith, baloncestista estadounidense.
  - Caio Júnior, exfutbolista y entrenador brasileño (f. 2016).
- 9 de marzo: 
  - Josefa González-Blanco Ortiz-Mena, académica y ecologista mexicana.
  - Domingo Hernández Lárez, militar venezolano.
  - Remigio Remedy, actor chileno de teatro, cine y televisión.
  - Elías Antonio Saca, político y empresario salvadoreño, presidente entre 2004 y 2009.
- 10 de marzo: Joan Montanyès i Martínez, actor y payaso español (f. 2013).

- 11 de marzo:

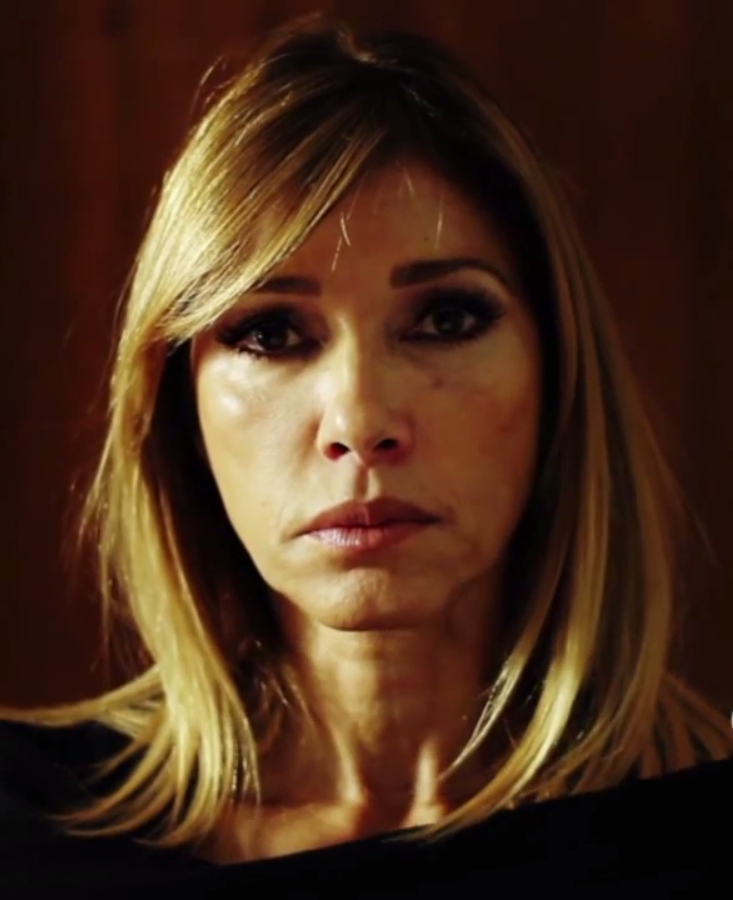
Catherine Fulop

  - Wallace Langham, actor estadounidense.
  - Catherine Fulop, actriz venezolana.
- 12 de marzo: 
  - Mauro Entrialgo, humorista gráfico español.
  - José Antonio Santano, político español.
  - Mirta Wons, actriz argentina.
- 14 de marzo: 
  - William Calderón Salazar, periodista colombiano.
  - Kevin Williamson, guionista de cine estadounidense.

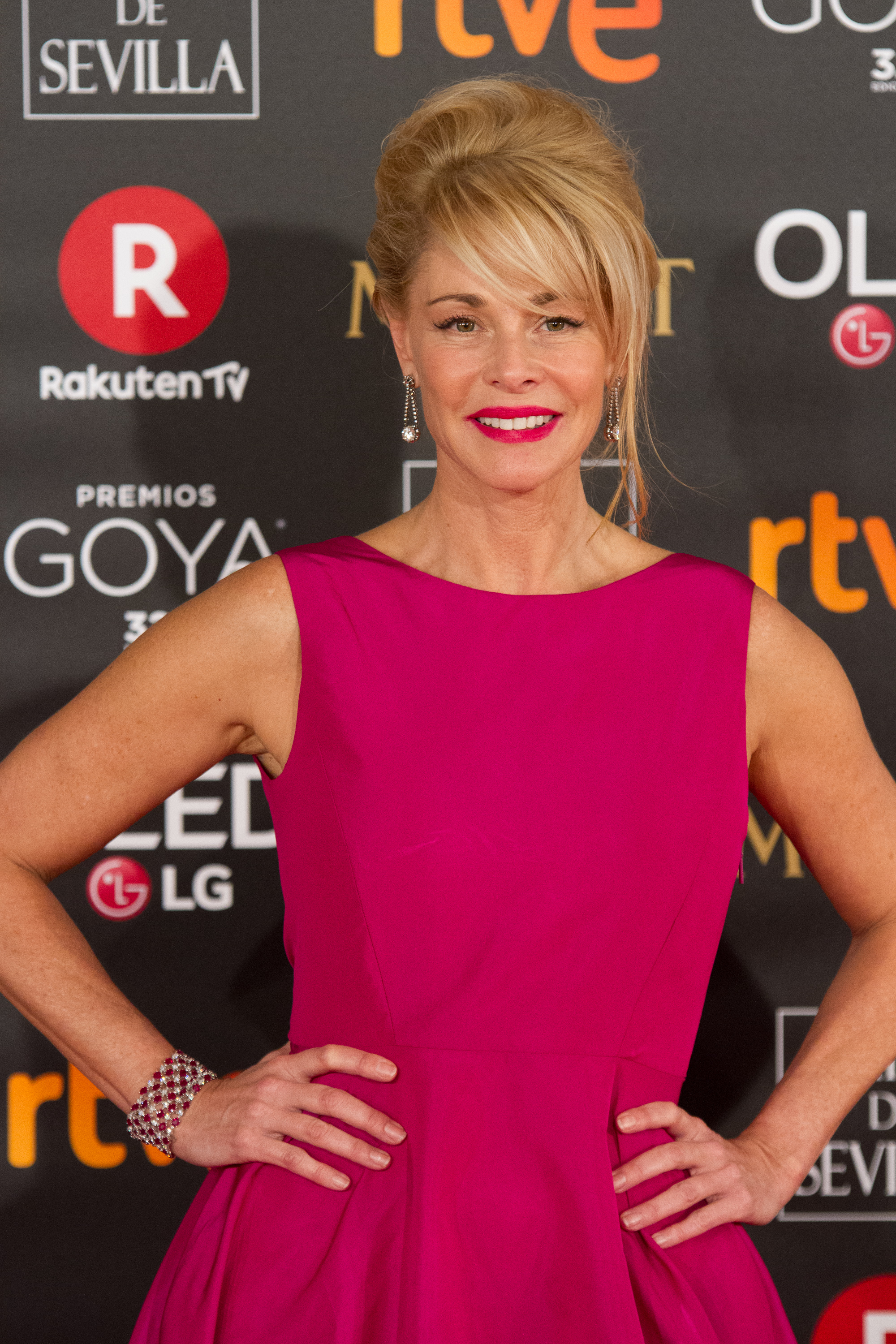
Belén Rueda

- 16 de marzo: Belén Rueda, actriz española.
- 20 de marzo: Benito Zambrano, guionista y cineasta español.
- 21 de marzo: Wakana Yamazaki, actriz, seiyū y narradora japonesa.
- 22 de marzo: Rick Harrison, empresario estadounidense.
- 23 de marzo: 
  - Richard Grieco, actor estadounidense.
  - Teresa Rioné, atleta española.
- 24 de marzo: 
  - The Undertaker (Mark Calaway), luchador profesional estadounidense.
  - Diego Vásquez, actor colombiano.
- 25 de marzo: 
  - Sarah Jessica Parker, actriz estadounidense.
  - Stefka Kostadinova, saltadora de altura y campeona olímpica búlgara.
  - Avery Johnson, baloncestista estadounidense.
  - María Isabel Urrutia, atleta y halterófila colombiana.
- 26 de marzo: Elkin Díaz, actor colombiano.

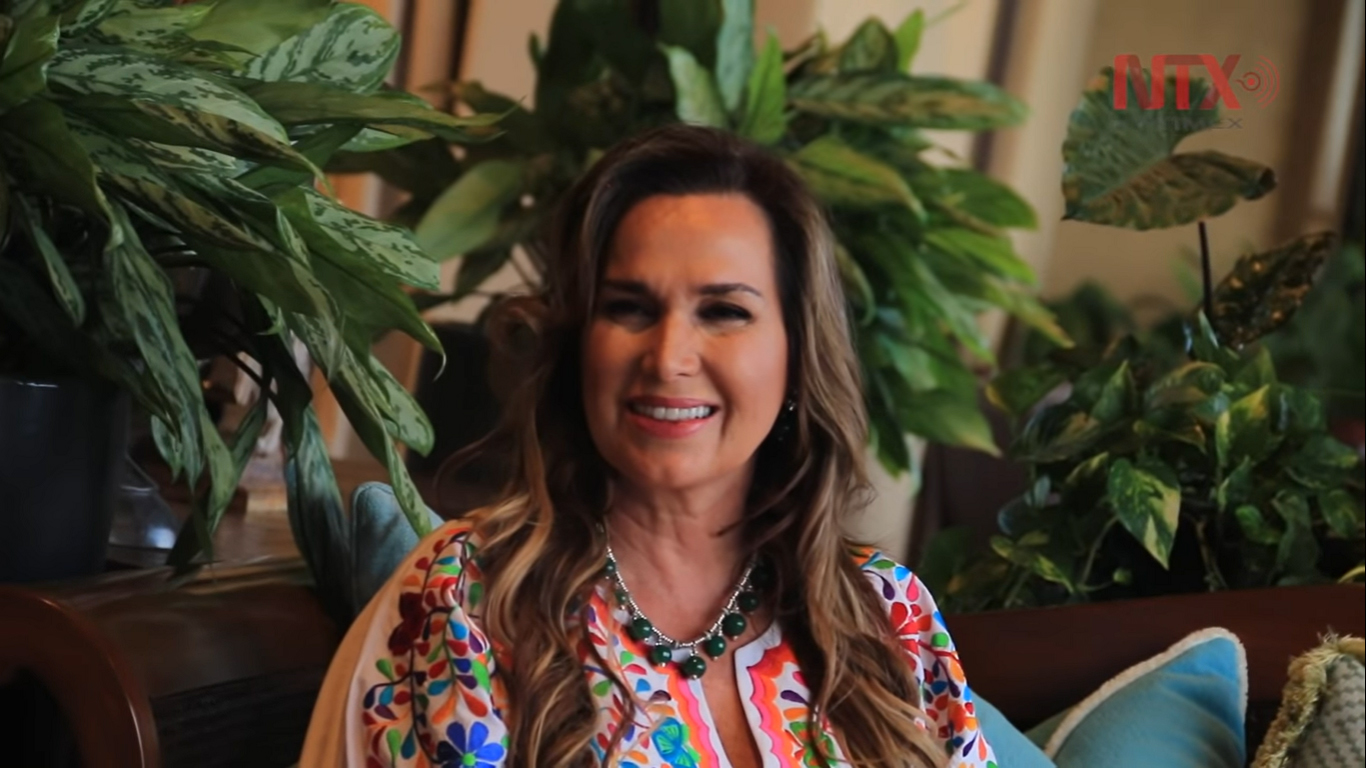
Sonia Falcone

- 27 de marzo: Sonia Falcone, pintora y artista plástica boliviana.
- 29 de marzo: Paraskevi Patoulidou, atleta y campeona olímpica griega.
- 31 de marzo: Jenny Wasiuk, escritora y poeta argentina de ascendencia polaca.

### Abril
- 1 de abril: Simona Ventura, presentadora italiana.
- 2 de abril: Lucía, cantante y presentadora española.
- 3 de abril: Nazia Hassan, cantante pop pakistaní (f. 2000).
- 4 de abril: 
  - Robert Downey Jr., actor estadounidense.
  - Sergio Pazos, actor, cómico, presentador y reportero español.
- 6 de abril: 
  - Frank Black, músico estadounidense.
  - Andoni Ferreño, presentador de televisión y actor español.
  - Juan Mayorga, dramaturgo español.
- 7 de abril: 
  - Ángeles González-Sinde, guionista y directora de cine española.
  - Christophe Krywonis, cocinero francés.
  - Matt Servitto, actor estadounidense.
- 8 de abril: 
  - Carlos Benavídez, escultor argentino.
  - Luis José Santander, actor venezolano.

- 9 de abril: 

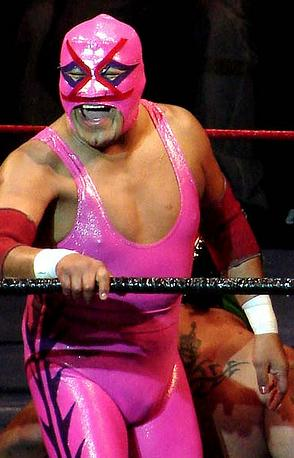
Villano IV

  - Paulina Porizkova, modelo de origen checo.
  - Tomás Díaz Mendoza (Villano IV), luchador profesional mexicano.
- 10 de abril: 
  - Iván Calderón, músico y productor musical colombiano.
  - Ingrid Hoffmann, cocinera y personalidad televisiva colomboestadounidense.
  - Kepa Junkera, músico, compositor y productor español de música folk2 en euskera.
  - Omar Sosa, compositor, percusionista, productor y pianista de jazz de origen cubano.
- 11 de abril: Nicolás Villamil, futbolista argentino (f. 2021)”.
- 13 de abril: Mathias Klotz, arquitecto chileno.
- 14 de abril: Yukihiro Matsumoto, informático japonés.
- 15 de abril: Linda Perry, música estadounidense.
- 16 de abril: 
  - Martin Lawrence, actor, comediante y productor estadounidense.
  - Jon Cryer, actor estadounidense.
- 17 de abril: William Mapother, actor estadounidense.
- 18 de abril: Vesselina Kasarova, mezzosoprano búlgara.

- 19 de abril: 
  - Natalie Dessay, soprano francesa.

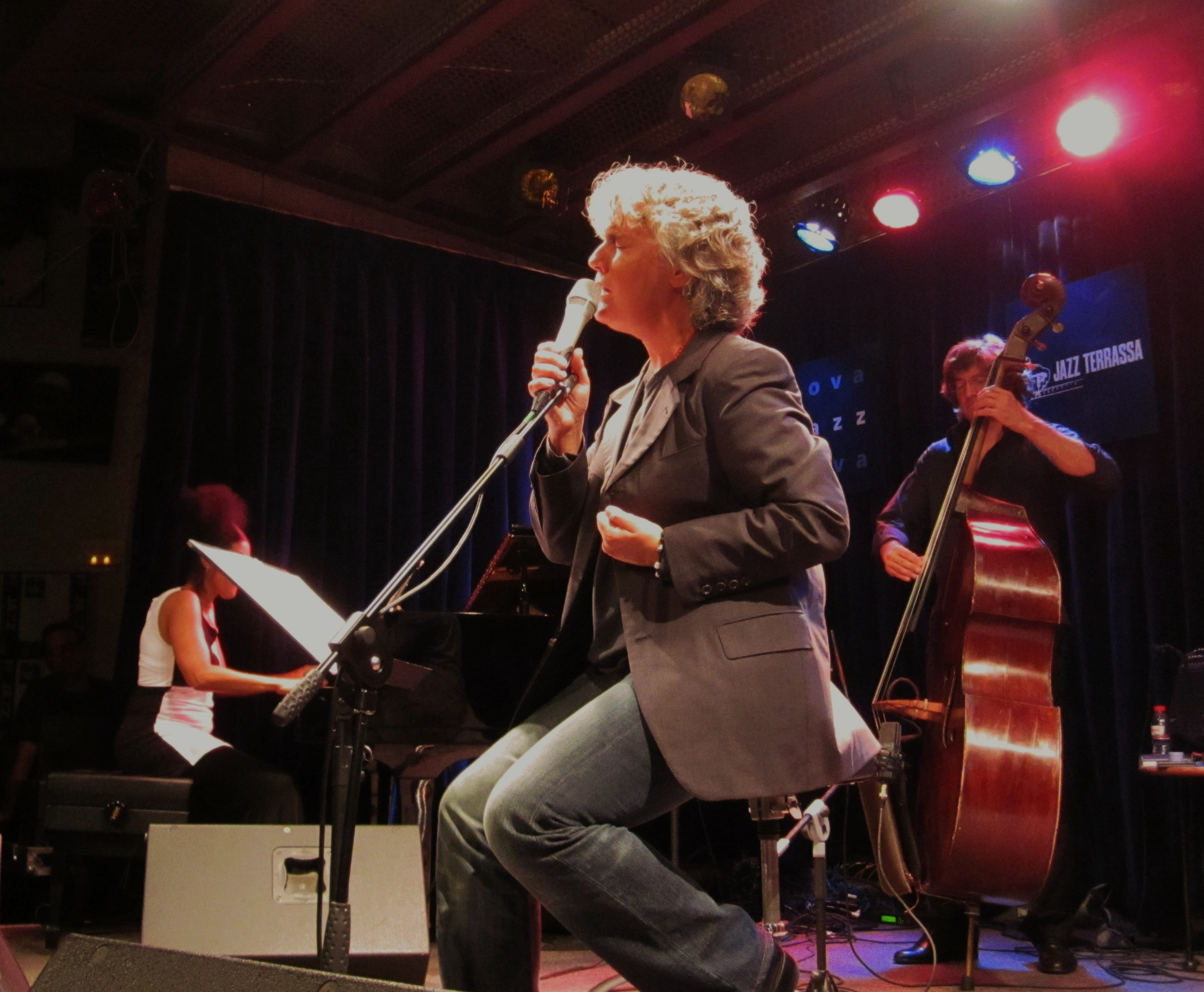
Mayte Martín

  - Mayte Martín, cantante, compositora y cantaora de flamenco española.
- 21 de abril: Thomas Helmer, futbolista alemán.
- 23 de abril: Leni Robredo, exvicepresidenta de Filipinas.
- 25 de abril: 
  - Eric Avery, músico estadounidense, de la banda Jane's Addiction.
  - Simon Fowler, músico británico, de la banda Ocean Colour Scene.
  - John Henson, titiritero estadounidense, de Los Muppets (f. 2014).
  - Pamela Molina, conferencista, autora, profesora, activista por la inclusión de las personas sordas y con discapacidad auditiva chilena.
- 26 de abril: Kevin James, comediante y actor estadounidense.
- 27 de abril: Juan Falcón, actor cubano nacionalizado chileno.

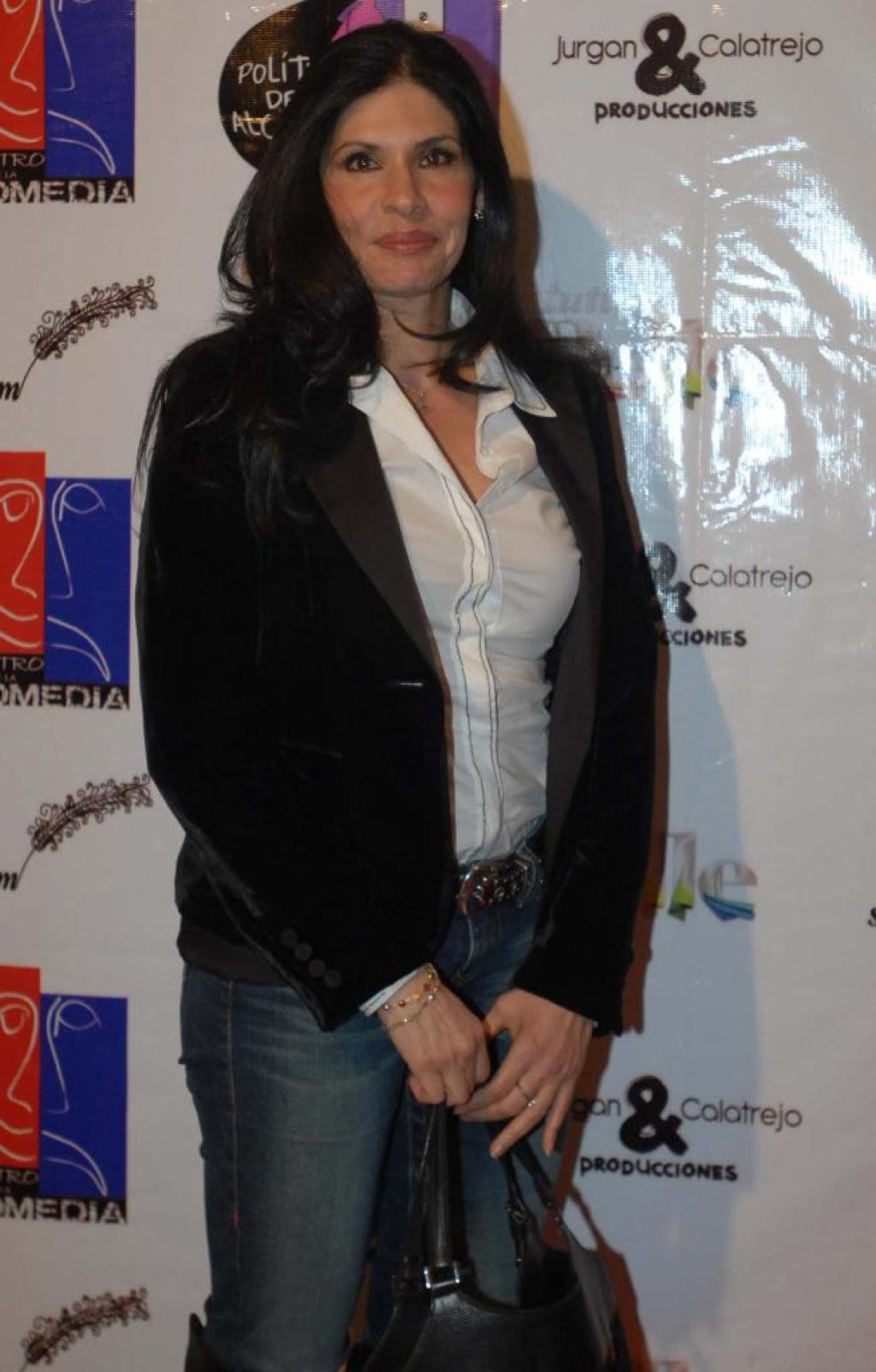
Raquel Garza

- 28 de abril: Raquel Garza, actriz y comediante mexicana.
- 30 de abril: Piers Morgan, editor, periodista y presentador de televisión británico.

### Mayo
- 2 de mayo: 
  - Myriam Hernández, cantante chilena.
  - Pepa Plana, actriz y payasa española.
- 4 de mayo: Sherry Wolf, escritora, feminista, activista LGBT y socialista estadounidense.
- 6 de mayo: Leslie Hope, actor canadiense.
- 7 de mayo: Owen Hart, luchador canadiense profesional (f. 1999).
- 8 de mayo: Keiji Inafune, informático teórico, pintor, desarrollador de videojuegos y productor de televisión japonés.
- 9 de mayo: 
  - Beatriz Rivas, escritora, periodista y académica mexicana.
  - Douglas Villarroel, médico especializado en endocrinología, educador y autor boliviano.
- 10 de mayo: 
  - Linda Evangelista, modelo profesional canadiense.
  - Darren Matthews, luchador profesional británico.
- 11 de mayo: Monsour del Rosario, atleta olímpico y actor filipino.

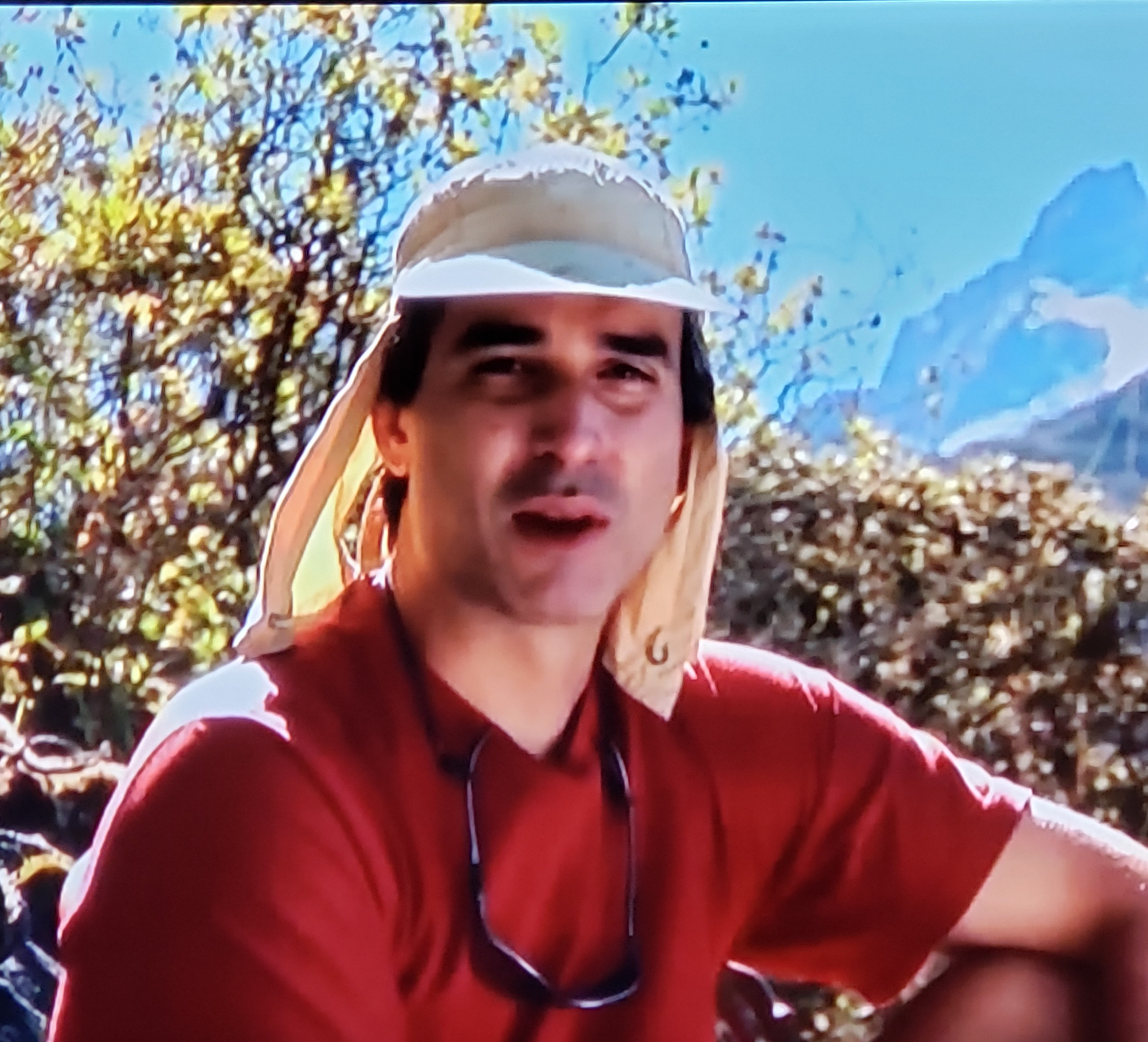
José Antonio Delgado Sucre

- 13 de mayo: José Antonio Delgado Sucre, montañista venezolano (f. 2006).
- 14 de mayo (o el 15): 
  - Luly Bossa, actriz colombiana.
  - Eoin Colfer, escritor irlandés.
- 15 de mayo: 
  - Ana Cacopardo, periodista, presentadora de televisión y documentalista argentina.
  - Carlos Castaño Gil, paramilitar colombiano (f. 2004).
  - Raí, futbolista brasileño.
- 16 de mayo: Krist Novoselic, bajista estadounidense, de la banda Nirvana.
- 17 de mayo: Trent Reznor, músico estadounidense, de la banda Nine Inch Nails.
- 19 de mayo: 
  - Cecilia Bolocco, presentador de televisión, locutor radial y empresario chileno.
  - Nicolás Larraín, Periodista chileno.
  - Frances Ondiviela, actriz canaria, Miss España 1980.
- 21 de mayo: Antonio Carmona, cantante gitano de flamenco español.
- 22 de mayo: Theresa Zabell, política y deportista española.
- 23 de mayo: 
  - Manolo Sanchís, futbolista español.
  - Tom Tykwer, cineasta y productor alemán de cine.

- 24 de mayo: 

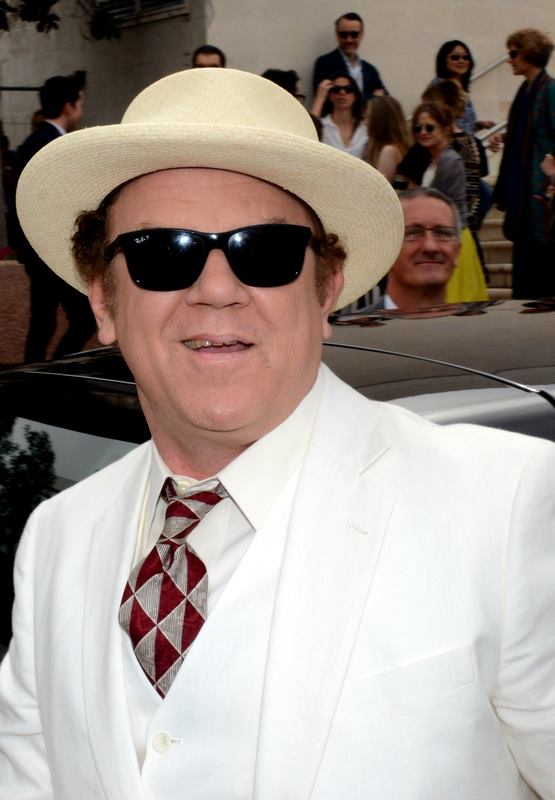
John C. Reilly

  - John C. Reilly, actor estadounidense.
  - Yolanda Tabanera, artista contemporánea española cuyos recursos plásticos son variados.
  - Shinichiro Watanabe, director japonés de animé.
  - Antón Palomar, actor de voz español.
- 25 de mayo: 
  - Rainer Hoss, historiador alemán, nieto del criminal nazi Rudolf Hoss y predicador de la tolerancia.
  - Yahya Jammeh, presidente de Gambia.
  - Harris Whitbeck, comunicador guatemalteco.
- 27 de mayo: 
  - Amparo Llanos, guitarrista y compositora española, de la banda Dover.
  - Pat Cash, tenista estadounidense.
  - Todd Bridges, actor estadounidense.
- 29 de mayo: 
  - Ana Fernández, actriz de cine, televisión, teatro y doblaje española.
  - Maribel Salas, actriz y humorista española.
  - Emilio Sánchez Vicario, tenista español.
- 31 de mayo: 
  - Brooke Shields, actriz estadounidense.
  - Yōko Sōmi, seiyū japonesa.
  - Wilfredo Ardito, abogado y escritor peruano.

### Junio
- 1 de junio: 

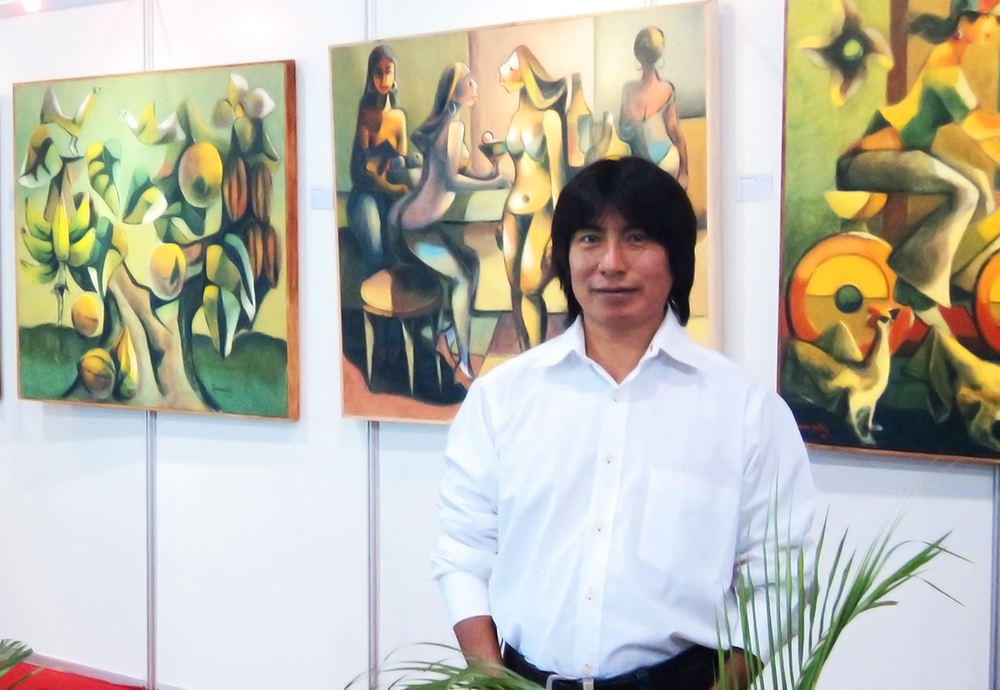
Olmedo Quimbita

  - Olmedo Quimbita, pintor ecuatoriano.
  - Nigel Short, campeón mundial británico de ajedrez.
- 2 de junio: 
  - Joaquín Cardiel, bajista español, de la banda Héroes del Silencio.
  - Jens-Peter Herold, atleta alemán.
  - Markel Olano, político español.
- 4 de junio: Toni Soler, periodista, escritor, productor de radio y televisión español.
- 5 de junio: Micky Rospigliosi, periodista peruano (f. 2009).
- 7 de junio: Mick Foley, luchador profesional y escritor estadounidense.
- 8 de junio: Rob Pilatus, cantante neerlandés (f. 1998).
- 10 de junio: Elizabeth Hurley, actriz británica.
- 11 de junio: 
  - Mauro Szeta, periodista argentino, hermano del filósofo Darío Sztainszraiber.
  - Gonzalo Arturo Molina Mejía "El Cocha", músico y acordeonero colombiano de música vallenata.
- 12 de junio: 
  - Vicky Vette, actriz porno noruega.
  - Gwen Torrence, atleta y campeón olímpico estadounidense.
- 13 de junio: 
  - Cristina de Borbón, infanta española.
  - Vahide Perçin, actriz turca.
- 14 de junio: Checo Acosta, cantautor colombiano.
- 15 de junio: Bernard Hopkins, boxeador estadounidense.
- 16 de junio: 
  - Andrea M. Ghez, astrónoma estadounidense.
  - Hernán Urbina Joiro, humanista colombiano, desde joven, poeta, periodista, médico, ensayista y académico.

- 17 de junio: 

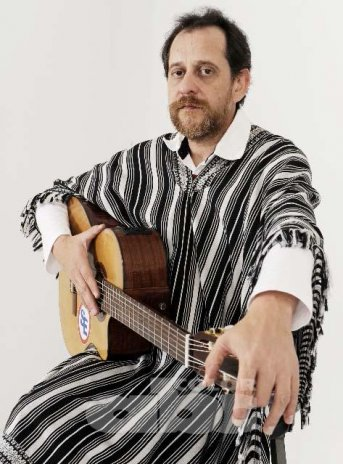
Francisco Russo

  - Mario Duarte, actor y cantante colombiano.
  - Francisco Russo, ompositor, cantante y músico paraguayo del folclore nacional.
- 18 de junio: 
  - Patricia Alquinta, actriz y presentadora peruana.
  - Kim Dickens, actriz estadounidense.
  - Daniel Herrendorf, escritor y filósofo mexicano.
- 20 de junio: Lydia Zapata Peña, arqueóloga, arqueobotánica, profesora y investigadora española.
- 21 de junio: Yang Liwei, primer astronauta chino, a bordo del programa Shenzhou 5.
- 23 de junio: 
  - Paul Arthurs, músico británico, de la banda Oasis.
  - Antonio Carannante, futbolista y entrenador italiano.
  - Fernanda Tapia, locutora, conductora, productora, periodista, guionista, conferencista, cantante y actriz de doblaje mexicana.
- 24 de junio: Marcelo Miraglia, cantor y compositor argentino, representante de la Música folklórica de Argentina.
- 25 de junio: Alejandro Gaviria, político e intelectual colombiano.
- 26 de junio: 
  - Javier Fernández Franco, periodista y narrador colombiano.
  - Gilberto Herrera Ruiz, científico, profesor universitario de profesión y político mexicano.
  - Paula Quintana, socióloga y doctora en estudios urbanos, académica y política chilena.
- 27 de junio: Juanjo Artero, actor español de cine, teatro y televisión.
- 28 de junio: 
  - Teté Delgado, actriz, cantante y presentadora de televisión española.
  - Joaquín Talismán, músico y compositor español.
- 29 de junio: Silvina Berenguer, pintora española.

- 30 de junio: 
  - José Mota, humorista español.

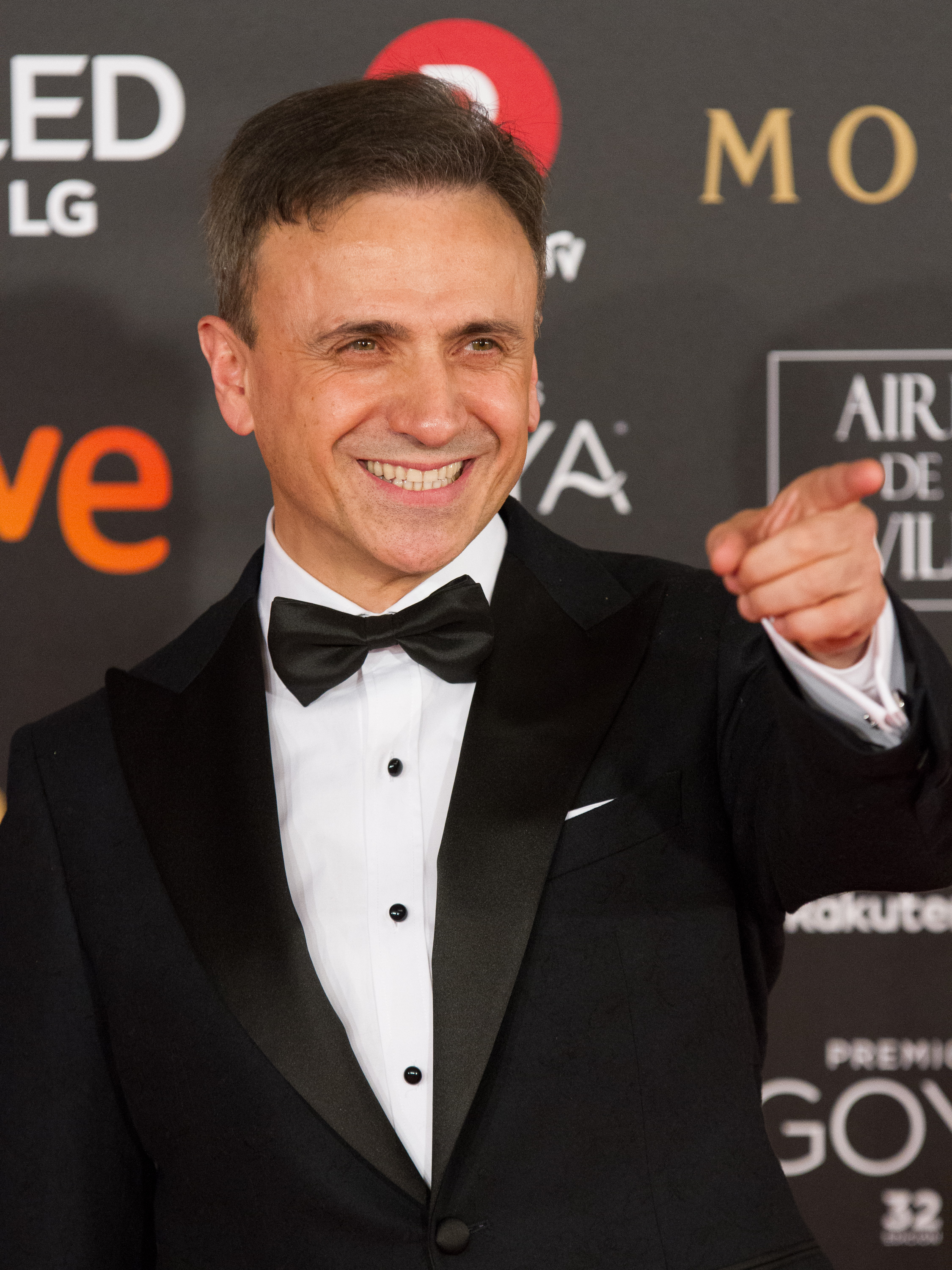
José Mota

  - Mitch Richmond, baloncestista estadounidense.

### Julio
- 1 de julio: Harald Zwart, director de cine noruego.
- 3 de julio: Connie Nielsen, actriz danesa.
- 4 de julio: Inon Zur, compositor de música para películas, televisión y videojuegos israelí.
- 5 de julio: Kathryn Erbe, actriz estadounidense.
- 6 de julio: María Blasco Marhuenda, científica española
- 8 de julio: 
  - Nick Jennings, pintor y director de animación estadounidense.
  - Lisa Owen, actriz y guionista mexicana.
- 9 de julio: Luis Pereyra, bailarín y coreógrafo contemporáneo de tango argentino y folclor.
- 10 de julio: Alexia, princesa griega.
- 11 de julio: 
  - Ernesto Hoost, boxeador neerlandés de kick boxing.
  - Morteza Kermani Moghaddam, futbolista y entrenador iraní.

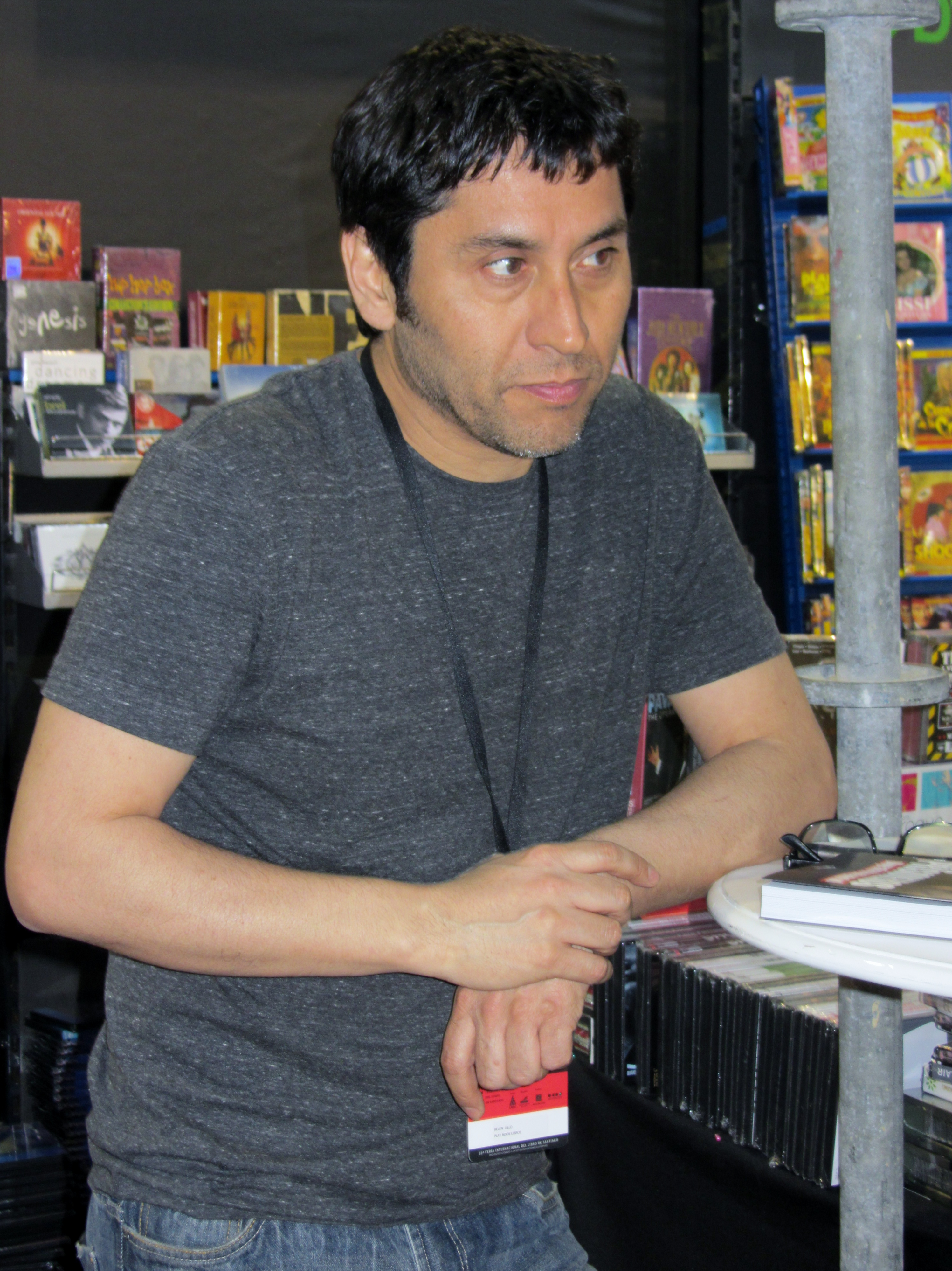
Claudio Narea

- 13 de julio: Claudio Narea, músico chileno.
- 14 de julio: David Roas, escritor y crítico literario español.
- 15 de julio: Archie Lafranco, actor español.
- 17 de julio: Santiago Segura, actor, director de cine, productor y guionista español.
- 18 de julio: Eva Ionesco, actriz francesa.
- 20 de julio: Abdurahman Waberi, novelista, ensayista, poeta, académico y escritor de cuentos yibutiano.
- 21 de julio: Patricia Valle, pintora, grabadora, dibujante y catedrática chilena.
- 22 de julio: 
  - Robert Aderholt, político estadounidense, miembro de la Cámara de Representantes.[2]
  - Marcelo Gopar, periodista, conductor y animador argentino.
  - Karl Koch, hacker alemán (f. 1989).
  - Shawn Michaels (Michael Hickenbottom), luchador profesional estadounidense.
  - David Spade, actor estadounidense.
- 23 de julio: 
  - Claudio Remedi director y productor argentino de cine documental y de ficción.
  - Slash (Saul Hudson), guitarrista británico de rock, de las bandas Guns N' Roses y Velvet Revolver.
- 24 de julio: 
  - Doug Liman, productor y cineasta estadounidense.
  - Eugenio Lira Rugarcía, obispo mexicano.
- 25 de julio: Illeana Douglas, actriz estadounidense.
- 26 de julio: 
  - Vladimir Cruz, actor, guionista y cineasta cubano (Fresa y chocolate).
  - Ana García Siñeriz, presentadora de televisión española.
  - Jim Lindberg, cantante y compositor estadounidense.
  - Jeremy Piven, actor estadounidense.
  - Bettina Tassino, bióloga, investigadora y profesora uruguaya.

- 27 de julio: 

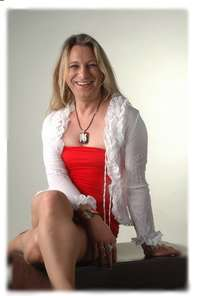
Collette Spinetti

  - José Luis Chilavert, futbolista paraguayo.
  - Santi Rodríguez, actor y showman español.
  - Collette Spinetti, bailarina, profesora de literatura y activista uruguaya.
- 28 de julio: 
  - Lori Loughlin, actriz estadounidense.
  - Daniela Mercury, cantante brasileña.
  - Pedro Troglio, futbolista y entrenador argentino.
- 29 de julio: Leonel Álvarez, futbolista y entrenador colombiano.
- 31 de julio: J. K. Rowling, escritora británica, creadora de la saga de Harry Potter.

### Agosto

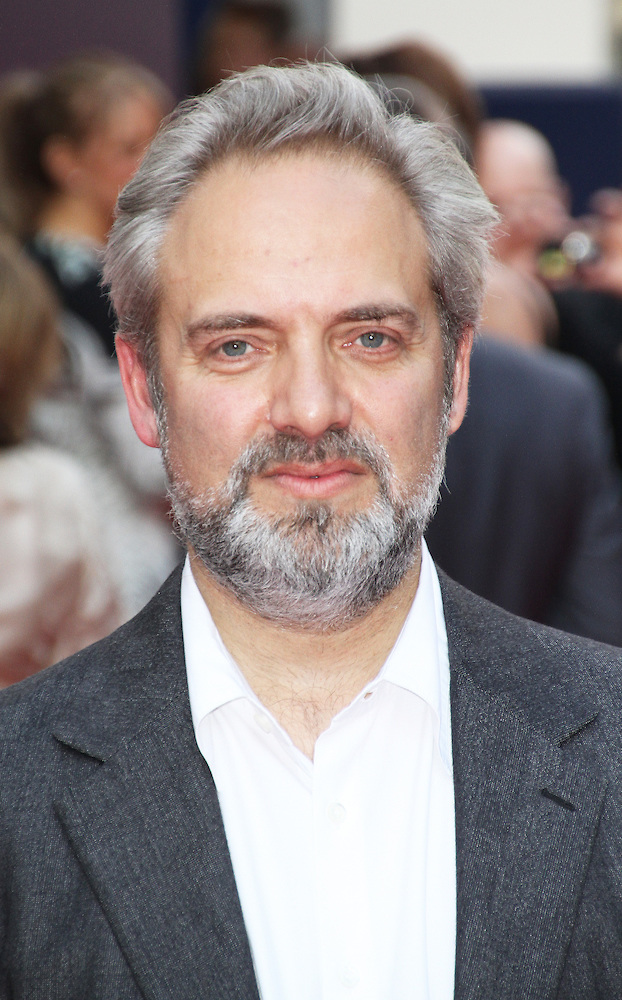
Sam Mendes

- 1 de agosto: Sam Mendes, director de cine y teatro británico.
- 2 de agosto: 
  - Rolando Chaparro, cantautor, músico y guitarrista paraguayo.
  - María Duchen, periodista y presentadora de televisión boliviana.
- 3 de agosto: 
  - Jordi Sans Juan, jugador de waterpolo español.
  - Beatrice Weder di Mauro, economista suiza.
- 4 de agosto: 
  - Neus Asensi, actriz española.
  - Marcelo Asteggiano, futbolista argentino.
  - Dennis Lehane, escritor estadounidense.
- 6 de agosto: 
  - Ravi Coltrane, saxofonista estadounidense de jazz.
  - Yuki Kajiura, compositora japonesa.
  - Stéphane Peterhansel, piloto de rally francés.
  - Luc Alphand, esquiador y piloto automovilístico francés.
  - David Robinson, jugador de baloncesto estadounidense.
- 7 de agosto: Diana Golden, actriz y conductora colombo-mexicana.
- 8 de agosto: 
  - Margarita Rosa de Francisco, actriz colombiana.
  - José Ignacio Salmerón Murciano (Sinacio), actor, humorista, guionista, presentador, productor español y conocido, sobre todo, por su faceta como cómico y monologuista.

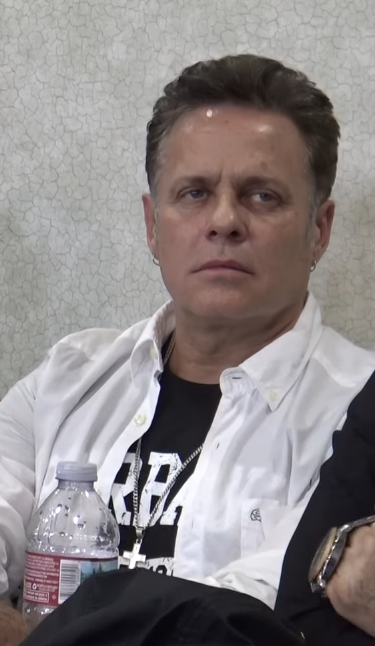
Alexis Ayala

- 9 de agosto: Alexis Ayala, actor estadounidense nacionalizado mexicano.
- 10 de agosto: John Starks, baloncestista estadounidense.
- 11 de agosto: 
  - Embeth Davidtz, actriz estadounidense.
  - Viola Davis, actriz y productora estadounidense.
- 12 de agosto: Peter Krause, actor estadounidense de cine y televisión.

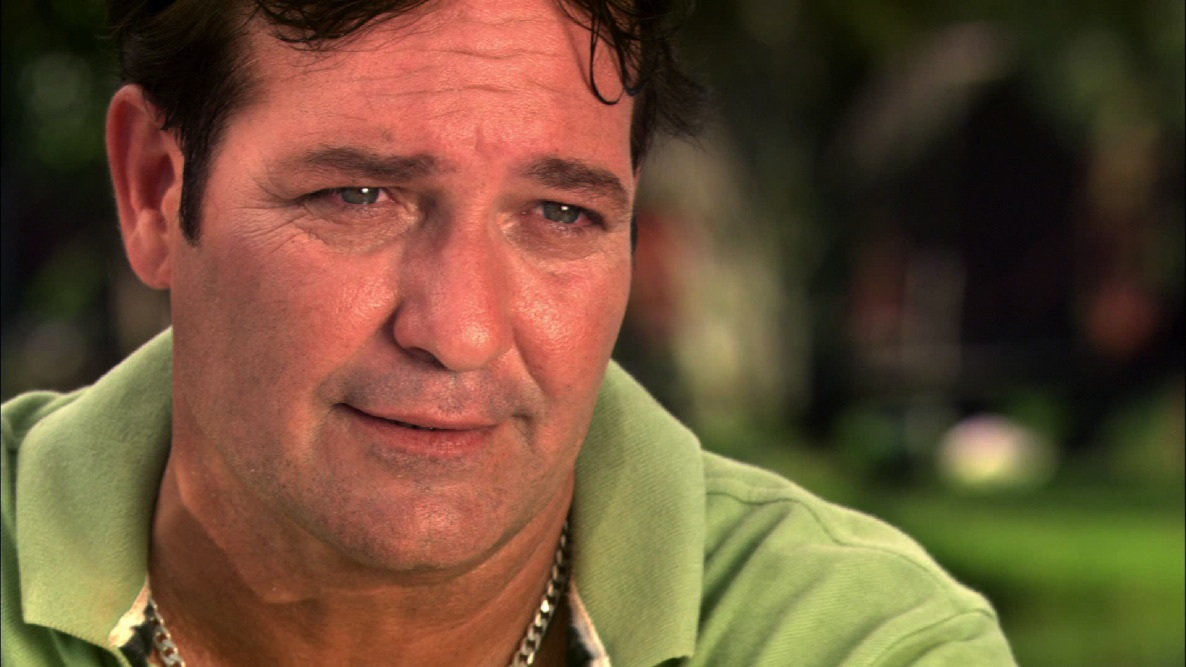
Jorge Perugorría

- 13 de agosto: Jorge Perugorría, actor de teatro y cine, director documentalista, pintor y escultor cubano.
- 14 de agosto: 
  - Emmanuelle Béart, actriz francesa.
  - Luis Martínez, humorista, actor, guionista, caricaturista, productor y animador venezolano.
- 15 de agosto: Rob Thomas, productor de televisión, escritor y guionista estadounidense.
- 16 de agosto: Marcelo Rodríguez (Gillespi), músico, humorista y presentador argentino.
- 17 de agosto: Sergio Vargas Buscalia, exfutbolista que jugaba como arquero y entrenador de fútbol argentino nacionalizado chileno.
- 18 de agosto: Ikue Ōtani, seiyū japonesa.

- 19 de agosto: 

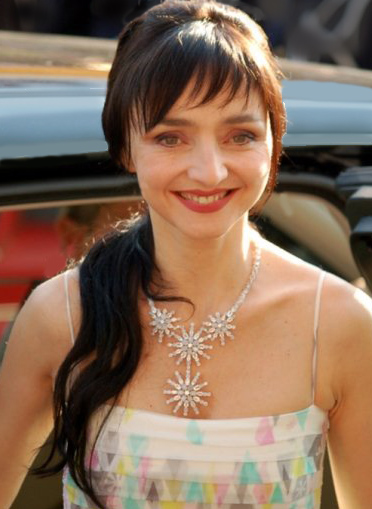
María de Medeiros

  - María de Medeiros, actriz portuguesa.
  - Diego Frenkel, músico argentino, de la banda La Portuaria.
  - Kyra Sedgwick, actriz estadounidense.
- 20 de agosto: 
  - Fabián Alberto Gómez  (Piñón Fijo), payaso, actor, cantautor y conductor de televisión argentino.
  - Miguel Mora Barberena, periodista y candidato político nicaragüense.
- 21 de agosto: Silvia Tcherassi, diseñadora de modas y empresaria colombiana.
- 22 de agosto: Mats Wilander, tenista sueco.
- 23 de agosto: 
  - Roger Avary, cineasta, productor de cine y escritor canadiense.
  - Eduardo García, poeta español (f. 2016).
- 24 de agosto: 
  - Marlee Matlin, actriz estadounidense.
  - Reggie Miller, jugador de baloncesto estadounidense.
  - Pavel Telička, político checo.

- 26 de agosto: 
  - Carolina Arregui, actriz chilena.

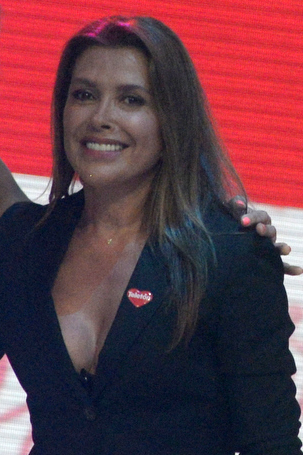
Carolina Arregui

  - Mónica Ferrari, conductora radial argentina (f. 2013).
  - Carlos Quintana, beisbolista venezolano.
  - Azela Robinson, actriz anglo-mexicana.
- 28 de agosto: 
  - Satoshi Tajiri, diseñador de videojuegos japonés.
  - Shania Twain, cantautora canadiense de pop y country.
  - Amanda Tapping, actriz canadiense.
- 29 de agosto: Julio Rojas Gutiérrez, guionista, director de televisión y escritor de ciencia ficción chileno.
- 30 de agosto: Enilda Rosa Vega, actriz colombiana.
- 31 de agosto: 
  - Vita Escardó, actriz, autora, directora, psicodramatista.
  - Álvaro García, poeta y traductor español.
  - Pablo Motos, presentador de televisión español.
  - Terelu Campos, presentadora de televisión, locutora de radio y personalidad mediática española.

### Septiembre

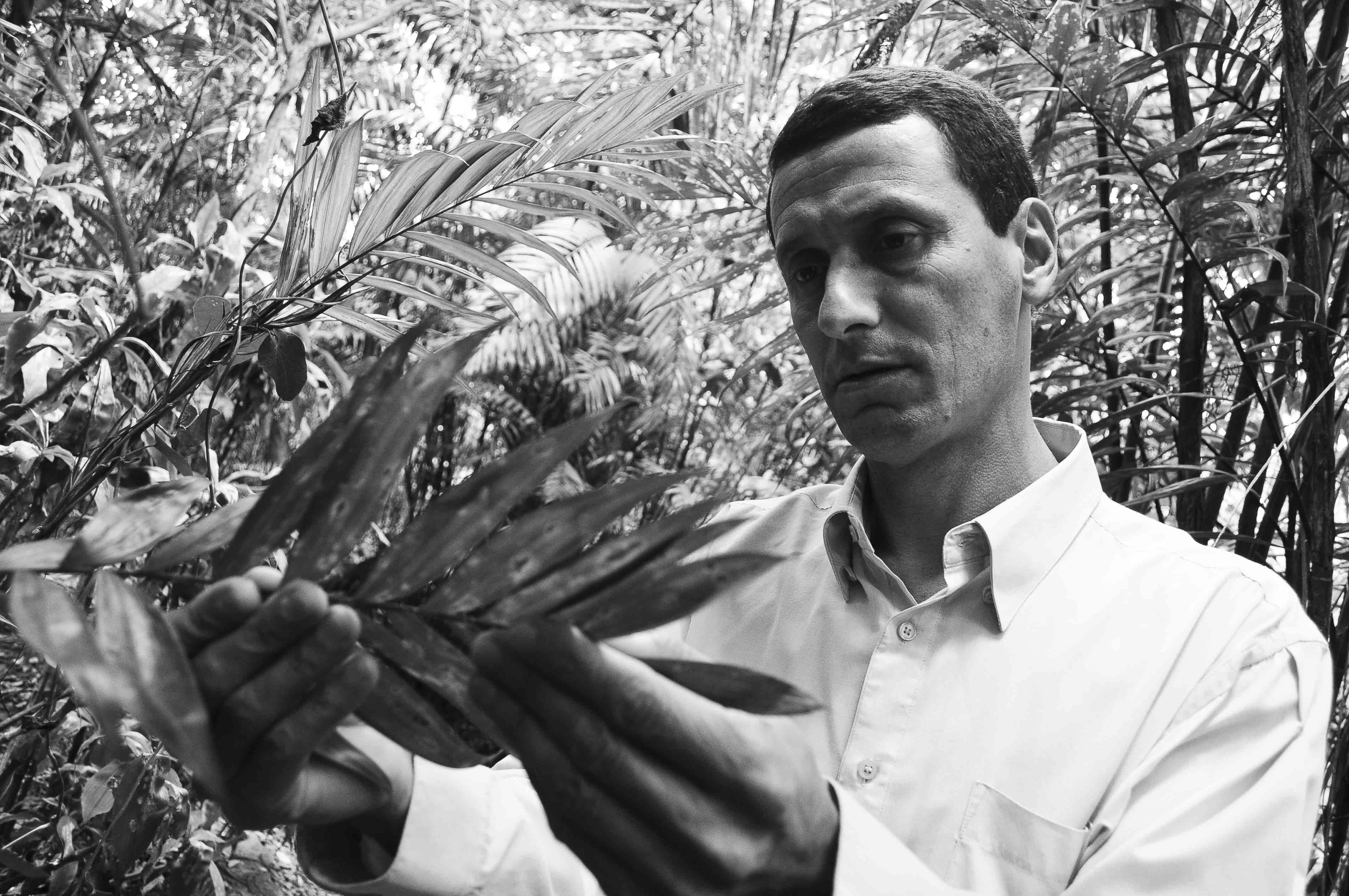
Gustavo Gutiérrez Espeleta

- 1 de septiembre: Gustavo Gutiérrez Espeleta, científico, catedrático y presentador de televisión costarricense.
- 2 de septiembre: 
  - Lennox Lewis, boxeador británico.
  - Gustavo Pecoraro, escritor, periodista, poeta, guionista y activista LGTBI.
- 3 de septiembre: 
  - Álvaro Scaramelli, compositor, tecladista y cantante chileno.
  - Charlie Sheen, actor estadounidense.
- 5 de septiembre: 
  - David Brabham, piloto de automovilismo australiano.
  - César Rincón, torero colombiano.
- 7 de septiembre: 
  - Angela Gheorghiu, cantante rumana de ópera.
  - Peter MacKay, político canadiense.
  - Darko Pančev, futbolista yugoslavo y macedonio.
  - Antonio Lobato, periodista español.
- 9 de septiembre: 
  - Jesús Vázquez, presentador de televisión español.
  - MC Shan, rapero estadounidense.
- 10 de septiembre: Josep Pedrerol, periodista deportivo y presentador de televisión español.
- 11 de septiembre: 
  - Moby, productor y DJ estadounidense de música electrónica.
  - Bashar al-Asad, político, militar y presidente sirio.
  - Paul Heyman, promotor estadounidense de lucha libre.
- 13 de septiembre: 
  - Andrea Echeverri, cantautora colombiana, de la banda Aterciopelados.
  - Zak Starkey, música británica.
  - Antonio Rivas Martínez, futbolista y entrenador español.

- 14 de septiembre: 

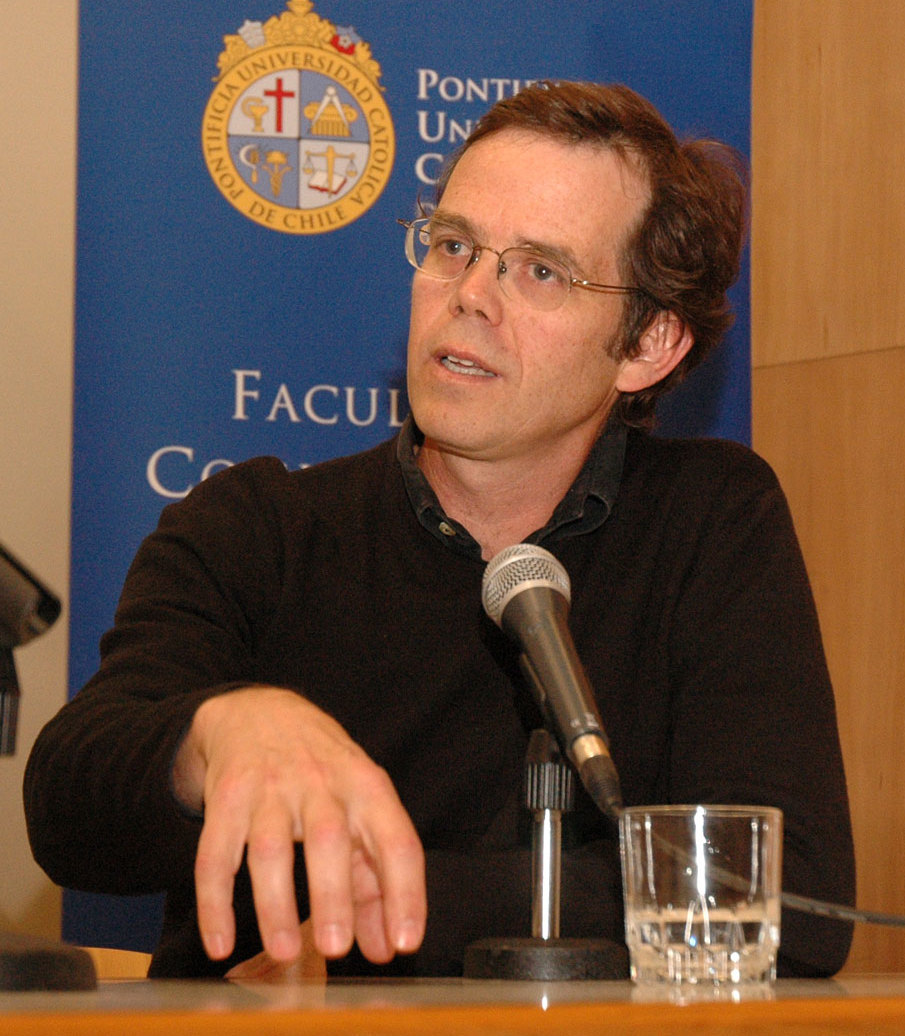
Andrés Wood

  - Mariana Briski, actriz, comediante, productora, guionista y directora teatral argentina (f. 2014).
  - Andrés Wood, director de cine chileno.
- 15 de septiembre: Fernanda Torres, actriz brasileña.

- 16 de septiembre: 

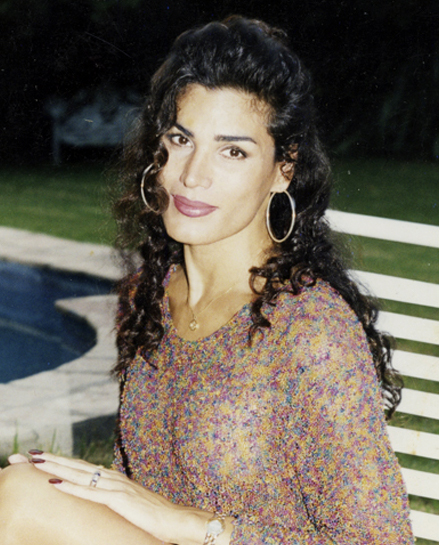
Cris Miró

  - Cris Miró, actriz, bailarina y vedette argentina (f. 1999).
  - Karl-Heinz Riedle, futbolista alemán.
- 17 de septiembre: Yūji Naka, diseñador de videojuegos y creador de Sonic the Hedgehog.

- 19 de septiembre: 

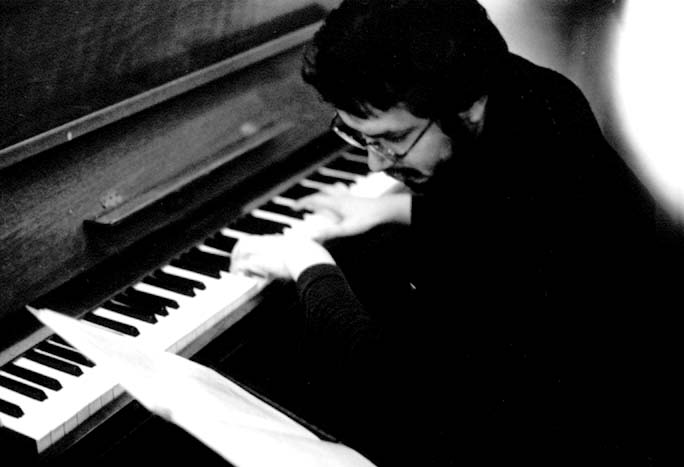
Rafael Leonardo Junchaya

  - Rafael Leonardo Junchaya, compositor, director de orquesta y musicólogo peruano.
  - María del Olmo Ibáñez, archivera española.
  - Uğur Şahin, médico, oncólogo alemán de origen turco.
  - Sunita Williams, astronauta estadounidense.
- 21 de septiembre: 
  - Cheryl Hines, actriz estadounidense.
  - David Wenham, actor australiano.
  - Frédéric Beigbeder, escritor y novelista francés.
  - Elena Ibáñez, química española.
- 22 de septiembre: 
  - Dan Bucatinsky, actor, guionista y productor de cine y televisión argentino-estadounidense.
  - Robert Satcher, médico, ingeniero químico y astronauta estadounidense.
- 25 de septiembre: 
  - Scottie Pippen, jugador de baloncesto estadounidense.
  - Cristián Samper, biólogo colombo-estadounidense.
- 26 de septiembre: 
  - Alexandra Lencastre, actriz portuguesa.
  - Raquel Mancini, modelo y actriz argentina.
- 27 de septiembre: 
  - Peter MacKay, político canadiense.
  - Steve Kerr, entrenador y exjugador de baloncesto estadounidense.

- 29 de septiembre: 

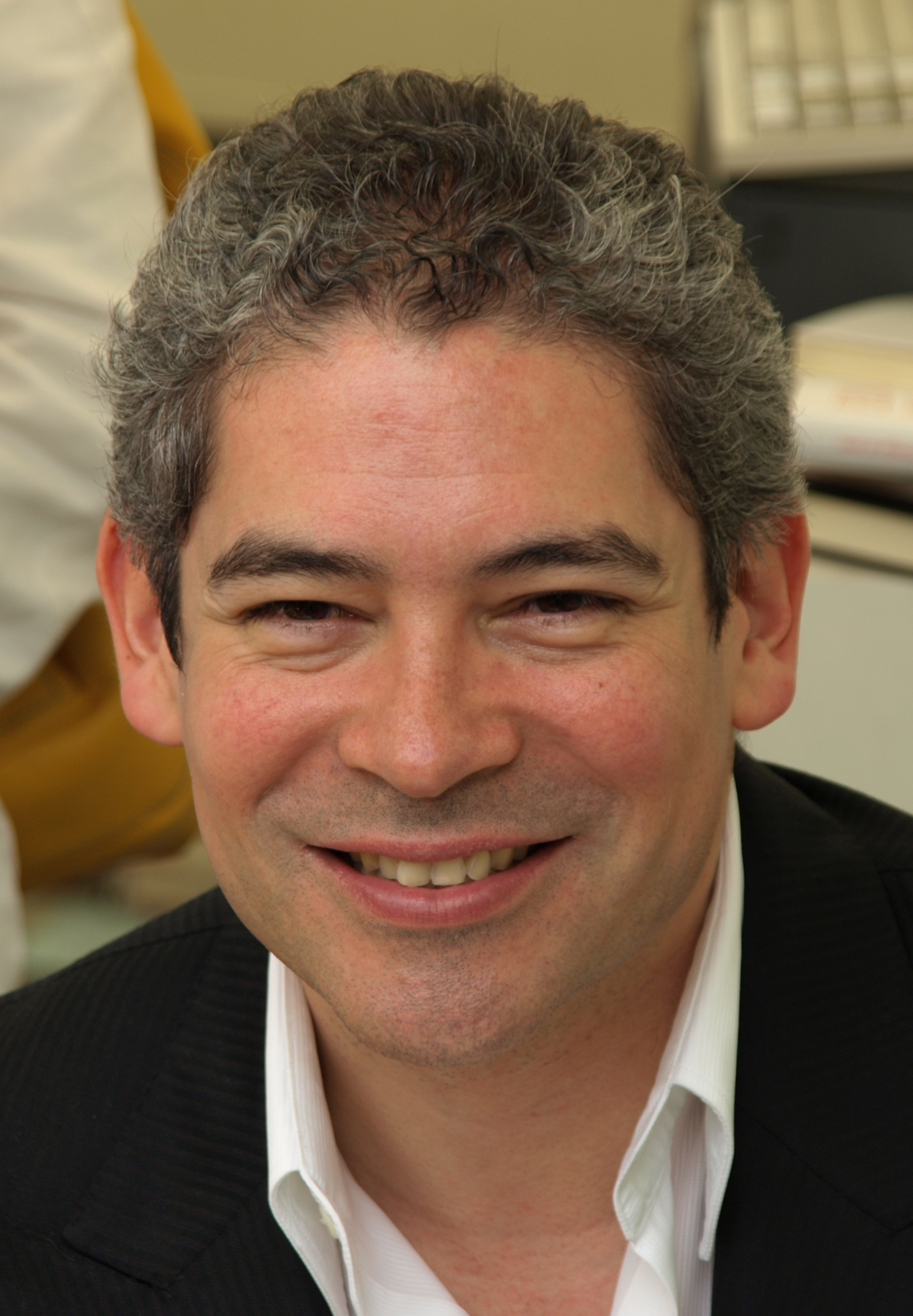
Boris Izaguirre

  - Boris Izaguirre, periodista, presentador de televisión, guionista y escritor venezolano.
  - Vicenta María Siosi Pino, comunicadora social, maestranda en escrituras creativas, profesora universitaria, documentalista y activista de origen wayúu.

### Octubre
- 2 de octubre: 
  - Nancy Fabiola Herrera, mezzosoprano lírica española.
  - Ferhan y Ferzan Önder, pianistas gemelos turco-austriacos.
  - Verónica Villarroel, soprano chilena.
- 3 de octubre: 
  - Adriana Calcanhotto, actriz de teatro y cantante brasilera.
  - Jan-Ove Waldner, tenista sueco.
- 4 de octubre: 
  - Yevgeny Kaspersky, empresario informático ruso.
  - Fidel Nadal, músico y cantante argentino de regue.
  - Michiko Neya, actriz de voz japonesa.
- 5 de octubre: 
  - José Couso, cámara y reportero gráfico español (f. 2003).
  - Carlos Alberto Mayor, futbolista y entrenador argentino.
  - Mario Lemieux, Jugador canadiense de Hockey sobre hielo.
- 6 de octubre: Cristián Bustos Mancilla, triatleta chileno.

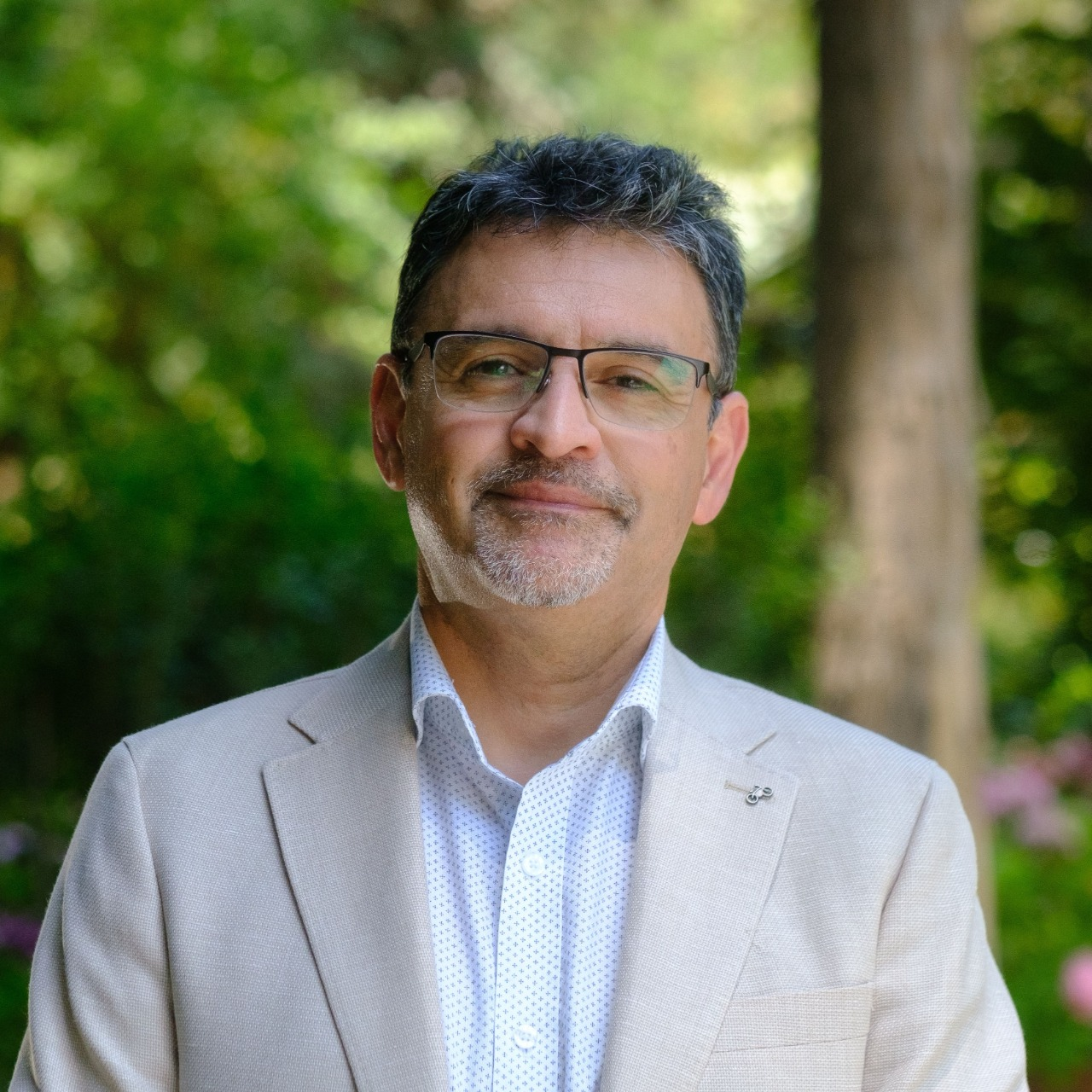
Flavio Salazar

- 7 de octubre: Flavio Salazar, biólogo inmunólogo, investigador, académico, funcionario y político argentino-chileno.
- 8 de octubre: 
  - Matt Biondi, nadador estadounidense.
  - Ardal O'Hanlon, escritor y actor irlandés.
- 10 de octubre: Chris Penn, actor estadounidense (f. 2006).
- 11 de octubre: 
  - Juan Ignacio Cirac Sasturain, físico español, director del instituto Max Planck.
  - Solofa Fatu "Rikishi", luchador profesional estadounidense.
- 12 de octubre: Jesús Silva-Herzog Márquez, periodista y escritor mexicano.
- 13 de octubre: Johan Museeuw, ciclista belga.
- 15 de octubre: 
  - Gabriel Gellón, biólogo, genetista y profesor argentino.
  - Marcela Agudelo, actriz colombo-argentina.
  - Sergio Wischñevsky, historiador, periodista y catedrático argentino.

Andrea del Boca

- 18 de octubre: Andrea del Boca, actriz argentina.
- 21 de octubre: Jon Andoni Goikoetxea, futbolista español.
- 23 de octubre: 
  - Augusten Burroughs, escritor estadounidense.
  - Gabriel Peluffo, médico, profesor, músico y cantante uruguayo.
- 24 de octubre: Andrea Bonelli, actriz argentina.
- 27 de octubre: Idoia Mendia, política española.
- 28 de octubre: José Luis Zerón Huguet, poeta, escritor, editor y periodista español.
- 29 de octubre: Horacio Rodríguez Larreta, político argentino.
- 30 de octubre: 
  - José Roberto Duque, escritor, cronista y periodista venezolano.
  - Gavin Rossdale, músico británico.
  - Russell Yuen, actor canadiense.
- 31 de octubre: 
  - Denis Irwin, futbolista irlandés.
  - Ruud Hesp, futbolista neerlandés.

### Noviembre
- 1 de noviembre: 

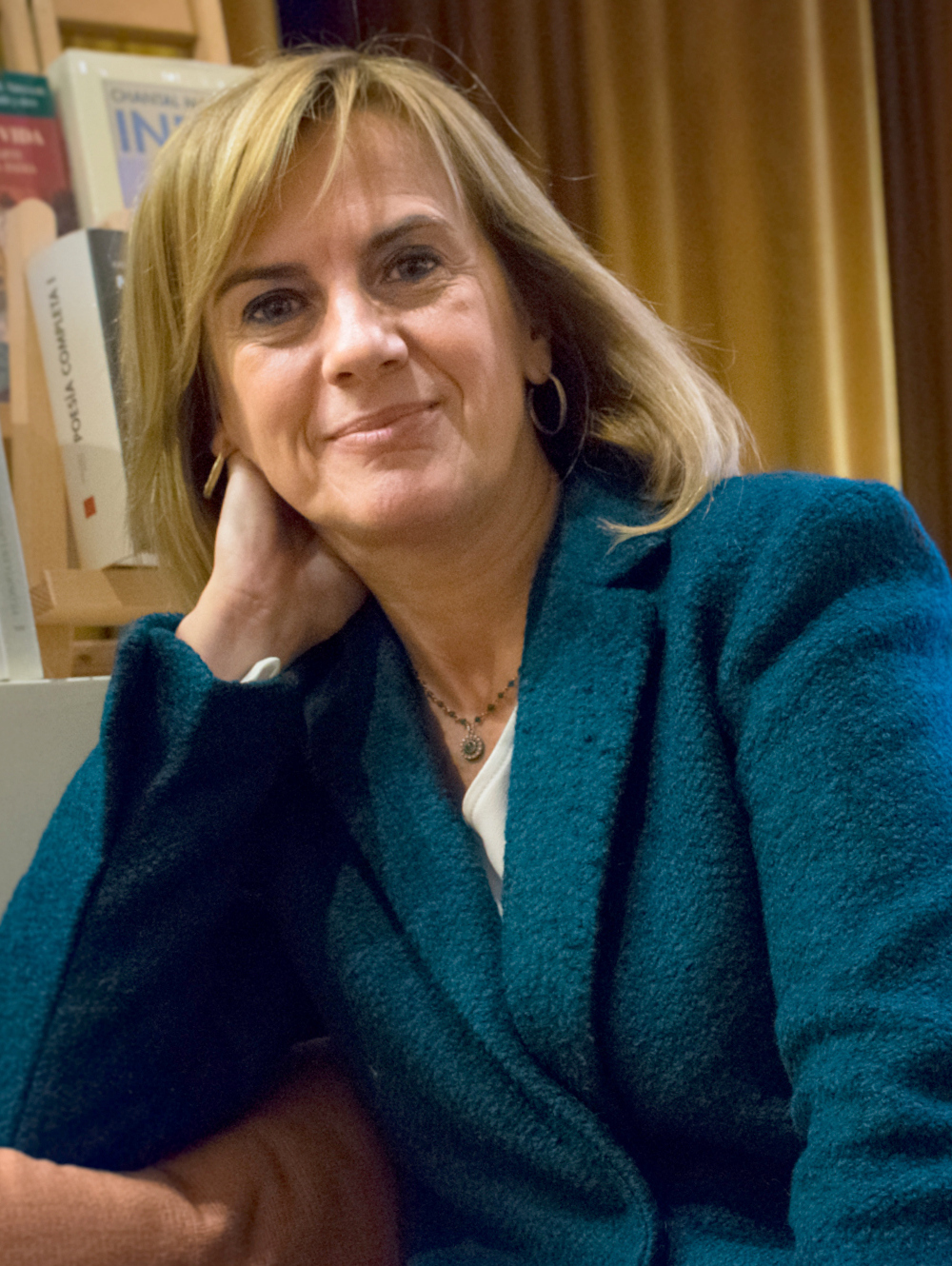
Gemma Nierga

  - Gemma Nierga, periodista española.
  - Bruno Odar, actor y director de teatro peruano.
  - Javier Reyero, periodista y presentador español de televisión.
- 2 de noviembre: 
  - Shahrukh Khan, actor de cine indio.
  - Vanessa Miller, actriz chilena.
  - Josefa Celsa Señaris, herpetóloga venezolana.
- 3 de noviembre: Ann Scott, novelista y escritora francesa.
- 4 de noviembre: 
  - Wayne Static, cantante estadounidense, de la banda Static-X.
  - Tomoaki Ishizuka (Pata), músico japonés,
- 5 de noviembre: Famke Janssen, modelo y actriz neerlandesa.
- 6 de noviembre: 
  - Nora Briozzo, locutora argentina.
  - Gabo Ferro, músico argentino de rock.
  - Greg Graffin, cantante y compositor estadounidense, de la banda Bad Religion.
  - Yayo Guridi (José Carlos Guridi), humorista argentino de televisión.
  - Ramón Hernando de Larramendi, explorador y aventurero polar español.
- 7 de noviembre: 
  - Sigrun Wodars, atleta alemana.
  - Juan Pablo Shuk, actor colombiano.

- 8 de noviembre: 

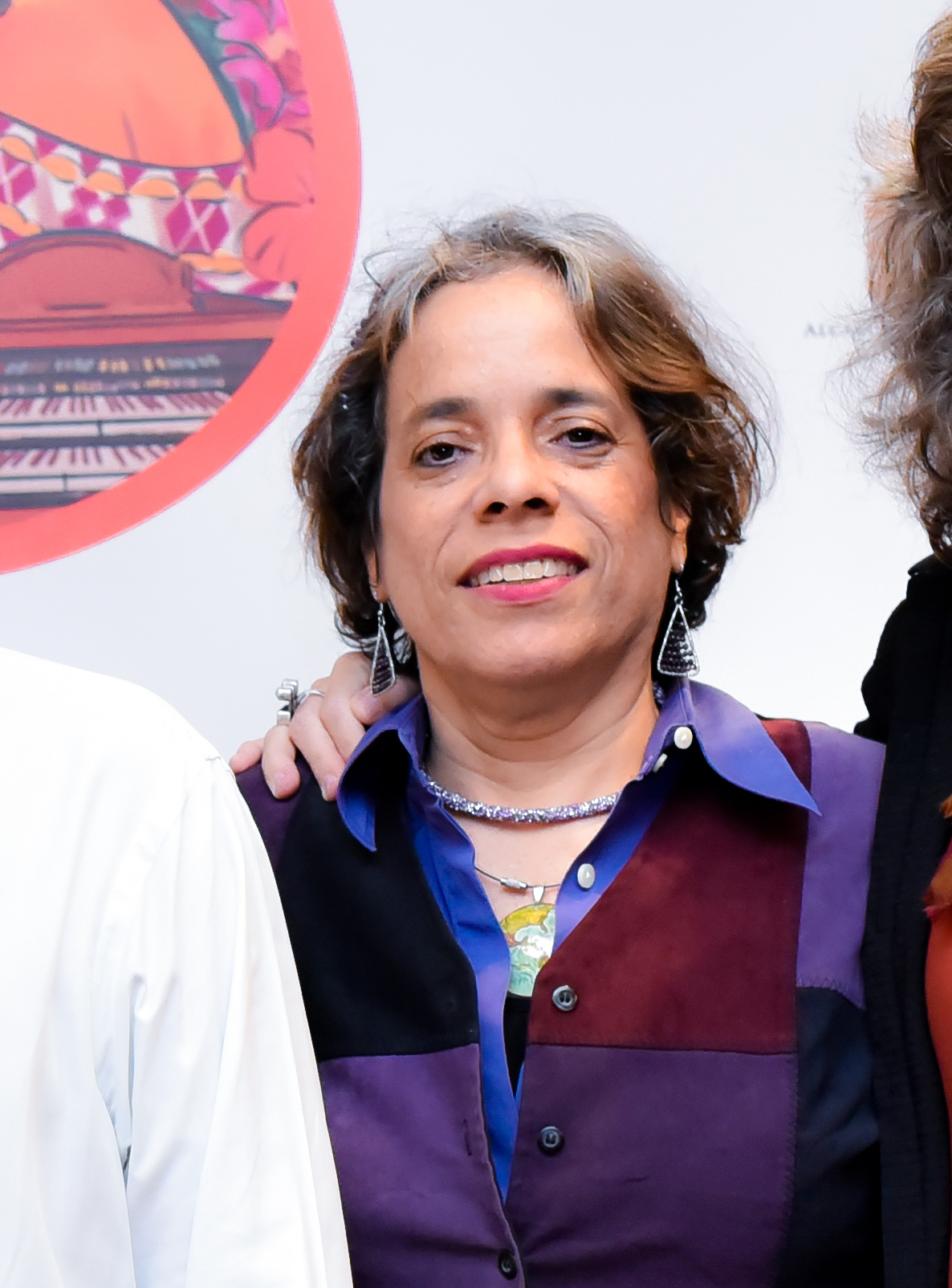
Lil María Herrera

  - Antonio Helguera, caricaturista mexicano (f. 2021).
  - Lil María Herrera, periodista, profesora y escritora panameña.
- 9 de noviembre: 
  - Jesse Davis, saxofonista de jazz estadounidense.
  - Teryl Rothery, actriz canadiense.
  - Bryn Terfel, barítono británico.
  - Gilberto Sojo, político venezolano.
- 10 de noviembre: Eddie Irvine, piloto irlandés de Fórmula 1.
- 11 de noviembre: Fernando Delgadillo, cantautor mexicano.
- 14 de noviembre: 
  - Eduardo Levy Yeyati, economista y autor argentino.
  - Carlos Miguel Prieto, director y violinista mexicano.
- 16 de noviembre:
  - Dave Kushner, guitarrista estadounidense, de la banda Velvet Revolver.
  - Benny Kouwenhoven, regatista neerlandés.
  - Jan Kouwenhoven, regatista neerlandés.
  - Yamila Cafrune, cantante argentina.
- 18 de noviembre: Marta Reyero, periodista española.
- 19 de noviembre: 
  - Laurent Blanc, entrenador y exfutbolista francés.
  - Luis Rubio, actor, humorista y guionista argentino.
- 20 de noviembre: 
  - Yoshiki Hayashi, baterista y pianista japonés, de la banda X Japan.
  - Takeshi Kusao, seiyū japonés.
- 21 de noviembre: 
  - Itziar Aretxaga, astrofísica de nacionalidad española y mexicana.
  - Björk Guðmundsdóttir, cantante, compositora y música islandesa.
  - Alexander Siddig, actor anglosudanés.
  - Yuriko Yamaguchi, seiyū japonesa.

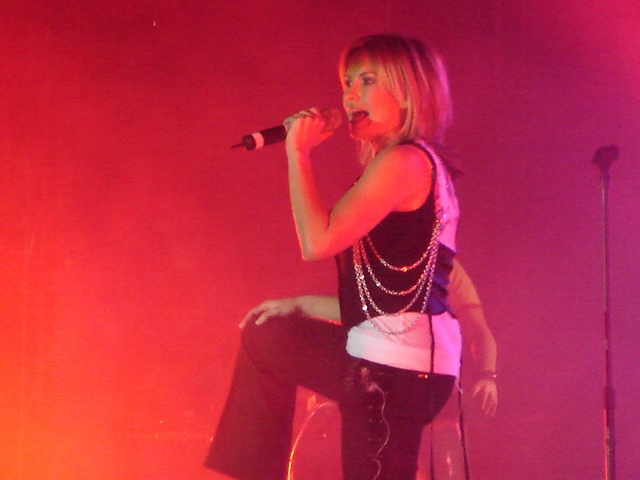
Ilse

- 22 de noviembre: Sen Dog, rapero cubano-estadounidense.
- 24 de noviembre: Ricardo Chávez, modelo, bailarín y actor mexicano.
- 25 de noviembre: 
  - Dougray Scott, actor británico.
  - Tim Armstrong, cantante y músico estadounidense.
- 27 de noviembre: Ilse, cantante mexicana.

- 30 de noviembre: 
  - Aldair, futbolista brasileño.
  - Daniel Kuzniecka, actor, productor y guionista panameño.
  - Ben Stiller, actor, guionista, director, productor y comediante estadounidense.

### Diciembre
- 3 de diciembre: 
  - Steve Harris, actor estadounidense.
  - Miguel Illescas, ajedrecista y programador informático español.
  - Andrew Stanton, director de cine, guionista, productor y actor de voz estadounidense.
  - Juan Valdivia, guitarrista español, de la banda Héroes del Silencio.
  - Katarina Witt, patinadora alemana.

- 4 de diciembre: 

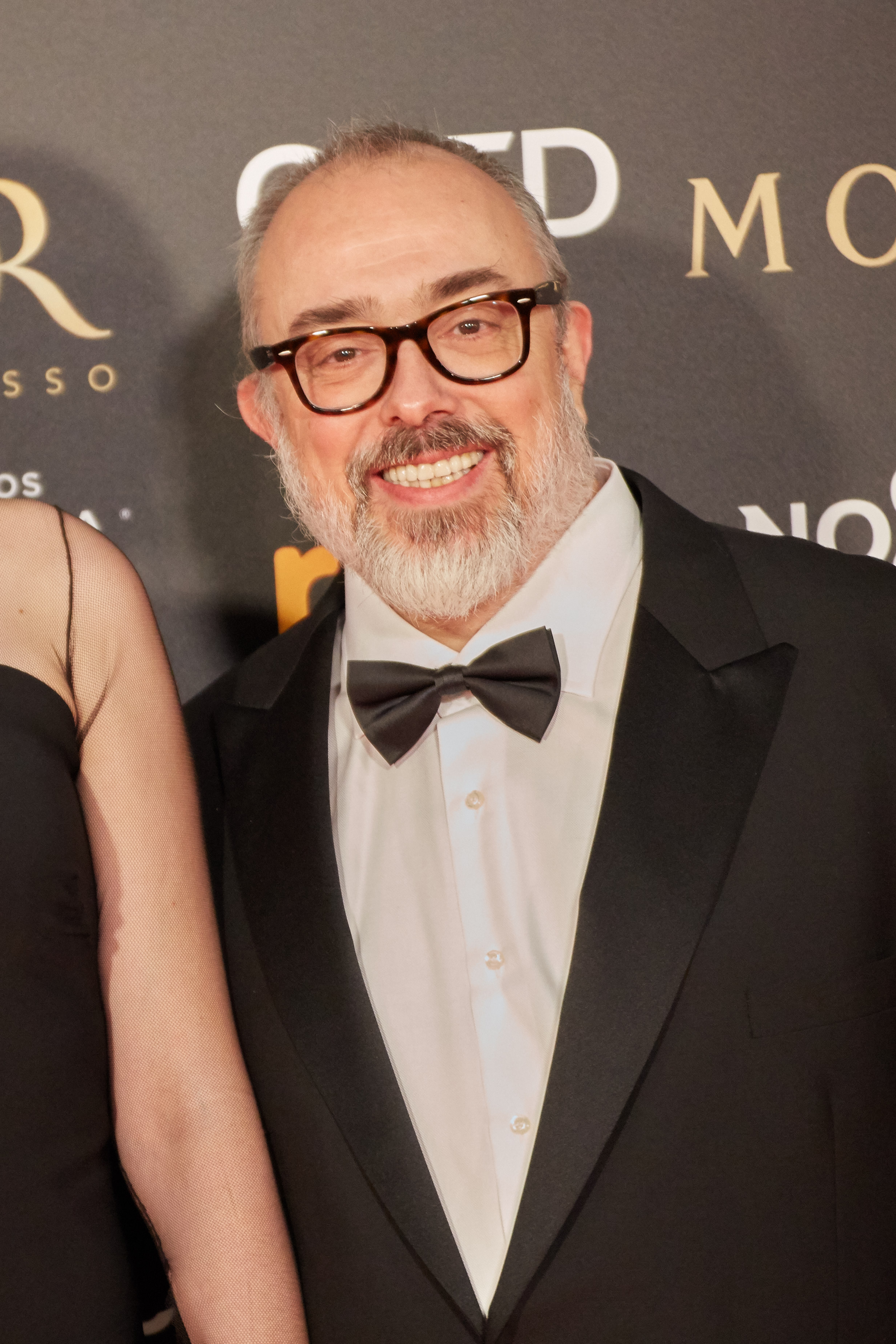
Álex de la Iglesia

  - Ana Bolena Mesa, actriz colombiana.
  - Álex de la Iglesia, director, productor y guionista de cine español.
- 5 de diciembre: 
  - Roberto Arce, periodista y presentador de televisión español.
  - John Rzeznik, cantante y guitarrista estadounidense, conocido por ser el líder de la banda Goo Goo Dolls.
- 6 de diciembre: Rafael Ferro, actor argentino.
- 7 de diciembre: Jeffrey Wright, actor y productor de cine y televisión estadounidense.
- 8 de diciembre
  - Sol Carreño, abogada, conductora y ex-actriz peruana.
  - Hernán Vidaurre, comediante, imitador, locutor de radio y actor peruano.
- 10 de diciembre: Alfredo Villatoro, periodista radial hondureño.
- 11 de diciembre: Víctor Santa María, político y sindicalista argentino.

- 12 de diciembre: 

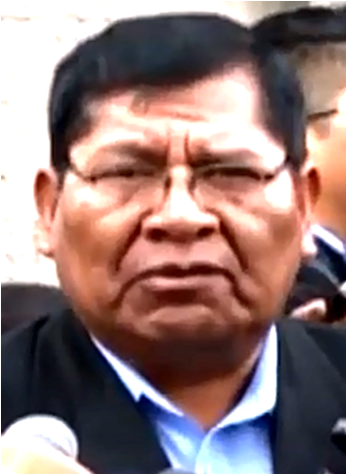
Roberto de la Cruz

  - Roberto de la Cruz, abogado, periodista boliviano de origen aimara indígena.
  - Maikel Moreno, abogado y juez venezolano.
- 13 de diciembre: 
  - Kristen McMenamy, supermodelo estadounidense.
  - Kenichi Sonoda, diseñador de personajes y mangaka japonés.
- 14 de diciembre: Craig Biggio, beisbolista estadounidense.
- 16 de diciembre: Elsa Anka, presentadora española de televisión.
- 19 de diciembre: Cecilia Vázquez, deportista mexicana que compitió en atletismo adaptado.
- 20 de diciembre: Amparo Conde, actriz, profesora de teatro y presentadora colombiana.
- 21 de diciembre: Cem Özdemir, político alemán.
- 22 de diciembre: 
  - Viviana Gibelli, presentadora de televisión, y actriz venezolana.
  - Sergi López, actor español.
  - Luis Islas, futbolista argentino.
- 24 de diciembre: Marcelo Villena Alvarado, poeta y ensayista boliviano.
- 27 de diciembre: Francisco de la O, actor y conductor mexicano.
- 28 de diciembre: 
  - Dámaris Gelabert, músico, compositora, pedagoga y músicoterapeuta española especializada en la música infantil1 y que trabaja en lengua catalana.
  - Goldie, artista y música británico.
  - Manuel Moretti, músico, compositor e intérprete de rock argentino.
- 29 de diciembre: Dexter Holland, guitarrista y cantante estadounidense, de la banda The Offspring.
- 30 de diciembre: 
  - Heidi Fleiss, madame hollywoodense.
  - Rubén López, trompetista argentino de origen uruguayo.
- 31 de diciembre: 
  - Daniel Guzmán Castañeda, futbolista y entrenador de fútbol mexicano.
  - Gong Li, actriz china.
  - Miguel Orias, cantante boliviano.
  - Stefan Rinke, historiador alemán especializado en América Latina.
  - Nicholas Sparks, escritor estadounidense.

### Fecha desconocida

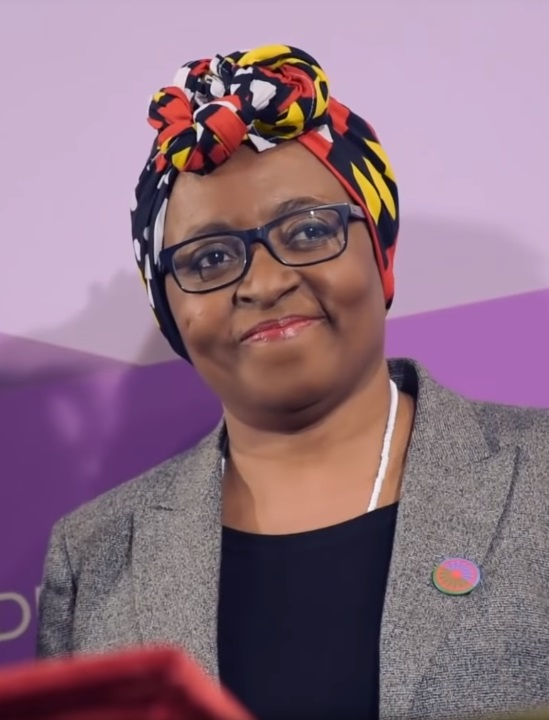
Rita Bosaho

- María Blasco Marhuenda, bióloga molecular y científica española.
- Rita Bosaho, sanitaria, activista y política española de origen ecuatoguineano.
- Yayo Herrero, antropóloga, ingeniera, profesora y activista ecofeminista española.
- Paloma Llaneza, abogada, auditora de sistemas y consultora de ciberseguridad española.
- Daniel Lozano, periodista y escritor español.
- Ana Murugarren, cineasta española.
- Eva Nogales, biofísica española.https://timereport.nubecento.com/

## Fallecimientos

### Enero
- 2 de enero: Jenaro de Urrutia Olaran, pintor español.
- 4 de enero: T. S. Eliot, escritor británico nacido en Estados Unidos, premio nobel de literatura (n. 1888).
- 14 de enero: Jeanette MacDonald, actriz y cantante estadounidense (n. 1903).
- 24 de enero: Winston Churchill, primer ministro británico entre 1940 y 1945, y entre 1951 y 1955, y premio nobel de literatura (n. 1874).
- 28 de enero: Maxime Weygand, militar francés (n. 1867).

### Febrero
- 1 de febrero: Roberto Quiroga (54), cantante de tango y actor argentino (f. 1911).
- 15 de febrero: Nat King Cole, cantante y músico estadounidense de jazz (n. 1919).
- 21 de febrero: Malcolm X, activista estadounidense (n. 1925).
- 23 de febrero: Stan Laurel, actor y cómico de origen británico (n. 1890).

### Marzo
- 6 de marzo: Margaret Dumont, actriz estadounidense (n. 1889).
- 13 de marzo: Corrado Gini, estadista italiano (n. 1884).
- 18 de marzo: Faruk I, aristócrata egipcio, rey de Egipto y de Sudán entre 1936 y 1952 (n. 1920).
- 19 de marzo: Gheorghe Gheorghiu-Dej, político rumano, presidente entre 1947 y 1965.
- 30 de marzo: Philip Showalter Hench, médico estadounidense, premio nobel de medicina o fisiología en 1950 (n. 1896).

### Abril
- 8 de abril: Lars Hanson, actor sueco (n. 1886).
- 18 de abril: Guillermo González Camarena, ingeniero mexicano, precursor de la televisión en México.
- 21 de abril: Edward Victor Appleton, físico británico, premio nobel de física (n. 1892).
- 27 de abril: Edward R. Murrow, periodista estadounidense (n. 1908).

### Mayo
- 9 de mayo: Leopold Figl, político austriaco (n. 1902).
- 18 de mayo: Eli Cohen, espía israelí (n. 1924).
- 21 de mayo: Geoffrey de Havilland, pionero británico de la aviación (n. 1882).
- 30 de mayo: Louis Hjelmslev, lingüista danés (n. 1899).

### Junio
- 3 de junio: Max Volmer, químico alemán (n. 1885).
- 7 de junio: Judy Holliday, actriz estadounidense (n. 1921).
- 12 de junio: Arnold Peter Møller, empresario danés.
- 13 de junio: Martin Buber, teólogo judío (n. 1878).
- 18 de junio: Oscar Soldati, periodista, caricaturista y pintor argentino (n. 1892).
- 22 de junio: David O. Selznick, productor estadounidense de cine (n. 1902).

### Julio
- 4 de julio: Arturo Mundet, empresario español radicado en México (n. 1879).
- 5 de julio: Porfirio Rubirosa, diplomático, militar, piloto de automovilismo y jugador de polo dominicano (n. 1909).
- 6 de julio: Juan Aguilar Catena, periodista y escritor español (n. 1888).
- 13 de julio: Laureano Gómez, político y periodista colombiano, presidente entre 1950 y 1951 (n. 1889).
- 17 de julio: Marlon Brando, Sr., productor de cine estadounidense (n. 1895).
- 19 de julio: Syngman Rhee, político surcoreano, presidente entre 1948 y 1960 (n. 1875).
- 30 de julio: Junichiro Tanizaki, escritor japonés (n. 1886).

### Agosto
- 5 de agosto: Soichiró Honda, empresario japonés, fundador de Honda Motor (n. 1906).
- 11 de agosto: Carlo Mense, pintor alemán (n. 1886).
- 20 de agosto: Odile Defraye, ciclista belga (n. 1888).
- 27 de agosto: Le Corbusier (Charles Edouard Jeanneret), arquitecto y pintor suizofrancés (n. 1887).

### Septiembre
- 4 de septiembre: Albert Schweitzer, médico misionero, filósofo, teólogo y musicólogo alsaciano, premio nobel de la paz en 1952 (n. 1875).
- 4 de septiembre: Thomas Hampson, atleta británico (n. 1907).
- 8 de septiembre: Dorothy Dandridge, actriz y cantante estadounidense (n. 1922).
- 8 de septiembre: Hermann Staudinger, químico alemán, premio nobel de química (n. 1881).
- 11 de septiembre: Fernando Aguirre, actor español (n. 1882).
- 16 de septiembre: Fred Quimby, productor estadounidense (n. 1886).
- 17 de septiembre: Alejandro Casona, dramaturgo español.
- 19 de septiembre: Kurt Goldstein, neurólogo y psiquiatra alemán (n. 1878).
- 27 de septiembre: Clara Bow, actriz estadounidense (n. 1905).

### Octubre
- 7 de octubre: Jesse Douglas, matemático estadounidense (n. 1897).
- 11 de octubre: Dorothea Lange, fotógrafa documentalista estadounidense (n. 1895).
- 12 de octubre: Paul Hermann Müller, químico suizo, premio nobel de medicina o fisiología (n. 1899).
- 18 de octubre: Conrado Walter Massaguer, dibujante, caricaturista y publicista cubano (n. 1889).
- 18 de octubre: Henry Travers, actor británico (n. 1874).
- 22 de octubre: Paul Tillich, teólogo dogmático protestante alemán (n. 1886).
- 25 de octubre: Hans Knappertsbusch, dirigente alemán (n. 1888).
- 25 de octubre: Eduard Einstein, hijo de Albert Einstein y Mileva Maric (n. 1910).
- 26 de octubre: Sylvia Likens, en Indianápolis (Estados Unidos) se encuentra el cuerpo de Sylvia Likens en un mugriento sótano del 3850 de East New York Street. La muchacha, de 16 años, había sido torturada, acosada y violada hasta la muerte por Gertrude Baniszewski y sus hijos, así como varios adolescentes del vecindario. Fue la víctima del peor caso de abuso físico del estado de Indiana. (n.1949).

### Noviembre
- 2 de noviembre: Herbert Vere Evatt, político australiano (n. 1894).
- 6 de noviembre: Edgar Varèse, compositor francés (n. 1883).
- 8 de noviembre: Dorothy Kilgallen, actriz y presentadora de televisión estadounidense (n. 1913).
- 16 de noviembre: William Thomas Cosgrave, político irlandés (n. 1880).
- 18 de noviembre: Henry A. Wallace, político estadounidense (n. 1888).
- 25 de noviembre: Myra Hess, pianista británica (n. 1890).

### Diciembre
- 4 de diciembre: Franz Völker, tenor alemán (n. 1899).
- 5 de diciembre: Joseph Erlanger, fisiólogo y neurofisiólogo estadounidense, premio nobel de medicina o fisiología (n. 1874).
- 6 de diciembre: Gordon Durie, futbolista escocés.
- 10 de diciembre: Henry Cowell, compositor estadounidense (n. 1897).
- 16 de diciembre: William Somerset Maugham, dramaturgo y escritor británico (n. 1874).
- 16 de diciembre: Tito Schipa, tenor italiano (n. 1888).
- 16 de diciembre: Carlota Tupou III, aristócrata tongana, reina entre 1918 y 1965 (n. 1900).
- 24 de diciembre: William Marrion Branham, religioso estadounidense (n. 1909).
- 27 de diciembre: Edgar Ende, pintor alemán (n. 1901).

Sin fecha conocida
- Manuel Arias-Paz, militar, ingeniero y divulgador español.

## Arte y literatura
- 6 de enero: E. Caballero Calderón obtiene el premio Nadal por su novela El buen salvaje.
- Día de las Letras Gallegas, dedicado a Eduardo Pondal.
- Mario Benedetti publica Gracias por el fuego.
- Agatha Christie: En el hotel Bertram.
- Philip K. Dick: Los tres estigmas de Palmer Eldritch.
- Ian Fleming: El hombre de la pistola de oro.
- Frank Herbert: Dune.
- Samuel Beckett: Come and Go.
- Sylvia Plath: Ariel.
- Cormac McCarthy: El guardián del vergel.
- Mario Puzo: La Mamma.
- Yasunari Kawabata: Lo bello y lo triste.
- Roger Zelazny: Tú, el inmortal.

## Ciencia y tecnología
- Francia: durante el 26.º Salón de la Aeronáutica y el Espacio, en Bourget, se presenta el modelo del avión supersónico Concorde.
- El biólogo Max Perutz y sus colegas estudian la estructura de la hemoglobina y determinan defectos asociados a los cambios en la secuencia del ADN.
- Se funda la compañía SEGA.

### Astronáutica
- 18 de julio: lanzamiento de la sonda lunar soviética Zond 3.
- 12 de noviembre: lanzamiento de la sonda soviética Venera 2 a Venus, dejando de funcionar antes de que pudiese obtener datos científicos.
- 16 de noviembre: lanzamiento de la sonda espacial soviética Venera 3 a Venus, convirtiéndose en la primera sonda en impactar contra Venus, aunque no llegó a transmitir datos científicos.
- 23 de noviembre: lanzamiento de la sonda soviética Cosmos 96 a Venus, fracasando al no lograr abandonar la órbita terrestre.
- 26 de noviembre: desde las instalaciones de Hammaguira (en el desierto del Sáhara), Francia lanza un cohete Diamant-A con el satélite Astérix-1 (o A-1) a bordo, convirtiéndose en el primer país, tras las dos superpotencias, en poner un satélite en órbita.
- 28 de noviembre: lanzamiento del satélite estadounidense de estudio ionosférico DME.
- 3 de diciembre: lanzamiento de la sonda lunar soviética Luna 8, que falló su misión de alunizar suavemente.

## Deporte

### Atletismo
- Del 8 al 16 de mayo se celebra la 23ª edición del Campeonato Sudamericano de Atletismo, celebrado en Río de Janeiro (Brasil).

País ganador del medallero:  Argentina.
- Del 20 al 30 de agosto se celebra la I Copa Europea de Atletismo de Naciones, celebrada en la  Unión Soviética.

País ganador mujeres:  Unión Soviética.
País ganador hombres:  Unión Soviética.

### Automovilismo
- Estados Unidos: Jim Clark se consagra campeón del mundo de Fórmula 1 y gana las 500 millas de Indianápolis.

### Baloncesto
- Del 30 de mayo al 10 de junio se celebra la XIV edición del Campeonato europeo masculino en la Unión Soviética.

Medallero:
  URSS
  Yugoslavia.
  Polonia.
- Del 2 al 11 de septiembre se celebra la X edición del Campeonato Europeo Femenino en Río de Janeiro (Brasil).

Medallero:
  Brasil
  Paraguay.
  Perú.
- Del 19 al 28 de octubre se celebra la I edición del Centrobasket masculino en Ciudad de México (México).

Medallero:
  México
  Puerto Rico.
  Cuba.

### Balonmano
- Del 7 al 13 de noviembre se celebra el III Campeonato Mundial de Balonmano Femenino.

Medallero:
  Hungría.
  Yugoslavia.
  Alemania Occidental.

### Ciclismo
- El ciclista Jacques Anquetil (de Francia) vence el Gran Premio de las Naciones.
- El ciclista Rolf Wolfshohl (de Alemania) vence la Vuelta a España).

### Fútbol
- Primera división chilena: Universidad de Chile obtiene su quinta estrella.
- Primera División de Perú: Alianza Lima se consagra campeón por décima cuarta vez.
- Fútbol Profesional Colombiano: Deportivo Cali (primera vez).
- Cuadrangular Internacional de Guatemala: Club Atlético Chacarita Juniors campeón.
- Primera edición de la Japan Soccer League, ganada por Toyo Industrias, actual Sanfrecce Hiroshima.
- 9 de mayo: En la ciudad de San Carlos (Costa Rica) se funda el club de fútbol Asociación Deportiva San Carlos, que milita en la Primera División de Costa Rica.
- Se funda la Northern League, la liga neozelandesa más antigua de fútbol aún vigente.
- Copa de Europa 1964-65:

El Inter de Milán revalida el título al vencer por 1-0 al Benfica portugués.

### Gimnasia artística
- VI Campeonato Europeo de Gimnasia Artística, celebrado en Sofía (Bulgaria) el evento femenino, y en Amberes (Bélgica) el evento masculino.

País ganador del medallero:  Checoslovaquia.

### Gimnasia Rítmica
- II Campeonato Mundial de Gimnasia Rítmica, celebrado en Praga (Checoslovaquia).

País ganador del medallero:  Checoslovaquia.

### Golf
- US Open:  Gary Player.
- Masters de Augusta:  Jack Nicklaus.
- British Open:  Peter Thomson.
- Campeonato de la PGA:  Dave Marr.

### Hockey sobre patines
- Del 5 al 12 de junio se celebra el XXVII Campeonato Europeo de Hockey sobre patines masculino en Lisboa (Portugal).

Medallero:
  Portugal
  España.
  Italia.
- Se celebra la I Copa de Europa masculina de Hockey sobre patines:

- - Campeón el conjunto CP Voltregà .

### Rugby
- Campeonato central de rugby chileno: Universidad Católica campeón.

### Tenis
- 54ª edición de la Copa Davis.  Australia se proclama campeón en la final ante  España por 4-1.

- 3ª edición de la Copa Federación.  Australia se proclama campeón en la final ante  Estados Unidos por 2-1.

- Abierto de Australia:
  - Ganadora individual: Margaret Court 
  - Ganador individual: Roy Emerson

- Abierto de Estados Unidos:
  - Ganadora individual: Margaret Court 
  - Ganador individual: Manuel Santana

- Campeonato de Wimbledon:
  - Ganadora individual: Margaret Court 
  - Ganador individual: Roy Emerson

- Torneo de Roland Garros:
  - Ganadora individual: Lesley Turner 
  - Ganador individual: Fred Stolle

### Universiada
- Del 20 al 30 de agosto se celebra la IV edición de los Juegos Universitarios en Budapest (Hungría).

País ganador del medallero  Hungría.

## Cine

### Estrenos más relevantes
- el 7 de abril se estrena en Francia la película El vampiro de Düsseldorf, dirigida por Robert Hossein.
- Durante este año entra al ruedo el reconocido clásico del cine Doctor Zhivago, protagonizada por Omar Sharif (Yuri Zhivago) y Julie Christie (Lara). Esta película es la adaptación de una obra literaria escrita por Boris Pasternak; trata de un amor imposible, cuyo escenario es la propia Revolución rusa.
- The Greatest Story Ever Told, de George Stevens.
- Pajarracos y pajaritos de Pier Paolo Pasolini.
- Sucedió un verano de Delmer Daves.
- Repulsión de Roman Polanski.
- La mandrágora con Totò.
- Abril: en Los Ángeles (Estados Unidos), Vittorio De Sica gana el Óscar por la película Ieri, oggi e domani
- Se estrena Barba Roja, del cineasta japonés Akira Kurosawa.
- La mélodie du bonheur de Robert Wise gana el premio Óscar a la mejor película.
- The Knack de Richard Lester gana el gran premio del Festival de Cannes.
- Se estrena Help!, del cineasta Richard Lester, que tiene como protagonistas a los cuatro músicos de The Beatles (su segunda película).
- Se estrena "The Sound Of Music" (Sonrisas y Lágrimas, en España; La Novicia Rebelde, en Hispanoamérica) de Robert Wise.

### Premios Óscar
La 37ª edición se celebró el 5 de abril, y se concedieron premios a películas estrenadas en 1964, con el siguiente palmarés:
- Mejor Película: My Fair Lady dirigida por George Cukor.
- Mejor Dirección: George Cukor de la película My Fair Lady.
- Mejor Actriz protagonista: Julie Andrews por la película Mary Poppins.
- Mejor Actor protagonista: Rex Harrison por la película My Fair Lady.
- Mejor Actriz de reparto: Lilia Kédrova por la película Zorba, el griego.
- Mejor Actor de reparto: Peter Ustinov por la película Topkapi.
- Mejor película de habla no inglesa: Ayer, hoy y mañana película italiana dirigida por Vittorio de Sica.

### Festivales de cine
- 18ª edición del Festival Internacional de Cine de Cannes celebrada entre el 3 y 16 de mayo de 1965.
  - Palma de Oro a la mejor película El knack... y cómo lograrlo de Richard Lester.

- 15ª edición del Festival Internacional de Cine de Berlín celebrada del 24 de junio al 5 de julio de 1965.
  - Oso de Oro a la mejor película Alphaville de Jean-Luc Godard.

- 13ª edición del Festival Internacional de Cine de San Sebastián celebrada del 9 y el 18 de junio de 1965.
  - Concha de Oro a la mejor película Espejismo, de Edward Dmytryk.

- 26ª edición del Mostra de Venecia celebrada del 28 de agosto al 10 de septiembre de 1965.
  - León de Oro a la mejor película Sandra de Luchino Visconti.

- 8ª edición del Festival Internacional de Cine de Mar del Plata.
  - Gran Premio del Jurado a la mejor película Los indiferentes, de Francesco Maselli.

## Música
- Se crea la banda The Doors.
- Se crea la banda Pink Floyd.
- Se crea la banda Scorpions.
- Se crea la banda Grateful Dead.
- Muere a los 45 años Nat King Cole pianista de Jazz, Swing, Bolero y Cha Cha Cha en febrero por un agresivo cáncer de pulmón.
- El Gran Combo de Puerto Rico: El caballo pelotero.
- Bob Dylan lanza dos discos, con un intervalo de meses entre uno y otro. El primero, Bringing It All Back Home, anuncia la llegada de su obra maestra Highway 61 Revisited, cuya punta de lanza es el himno "Like a Rolling Stone", mejor canción de rock de todos los tiempos según la revista Rolling Stone.
- Eurovisión: France Gall gana la décima edición representando a Luxemburgo con la canción Poupée de cire, poupée de son.
- Roberto Carlos: Canta para a Juventude.
- Roberto Carlos: Jovem Guarda.
- Marisol (Pepa Flores): "Cabriola".
- Rocío Dúrcal: Más bonita que ninguna.
- The Beach Boys: su segundo sencillo número uno, "Help Me, Rhonda", y publican otra vez tres álbumes, Today!, Summer Days (and Summer Nights!!) y Beach Boys' Party!.
- Los Saicos: Lanzan sus 10 sencillos musicales incluyendo "Ceme On" y "Demolición" considerado las primeras canciones punk en todo el mundo.
- Los Silverton's publican su primer sencillo Cerca de las estrellas".
- The Beatles: Help!, Rubber Soul.
- The Mamas & the Papas: publican su primer sencillo "Go Where You Wanna Go".
- Los Apson lanzaron los álbumes Satisfacción, Por eso estamos como estamos! y ¡Nuevos Exitos!.
- Elvis Presley: Elvis for Everyone!.
- Frank Sinatra: "September of My Years". «Álbum publicado en agosto por el sello discográfico Reprise Records». "My Kind of Broadway". «Álbum publicado en noviembre por el sello discográfico Reprise Records». "A Man and His Music". «Álbum doble publicado en noviembre por el sello discográfico Reprise Records».

### Festivales
- El 20 de marzo se celebra la X edición del Festival de la Canción de Eurovisión en la Nápoles de  Italia.
  - Ganador/a: La cantante France Gall con la canción «Poupée de cire, poupée de son» representando a Luxemburgo .

## Premios Nobel
- Física: Sin-Itiro Tomonaga, Julian Schwinger y Richard P. Feynman.
- Química: Robert Burns Woodward.
- Medicina: François Jacob, André Lwoff y Jacques Monod.
- Literatura: Mijaíl Aleksándrovich Shólojov.
- Paz: UNICEF.